# アルフレッド・ヒッチコック
サー・アルフレッド・ジョゼフ・ヒッチコック（英語: Sir Alfred Joseph Hitchcock, KBE、1899年8月13日 - 1980年4月29日）は、イギリスの映画製作者である。映画史上最も影響力のある映画監督のひとりと見なされており、イギリスとアメリカ合衆国での60年にわたるキャリアの中で50本以上の長編映画を監督した。ほとんどの作品がサスペンス映画やスリラー映画であり、革新的な映画技法や独自の作風を使用し、「サスペンスの巨匠」や「スリラーの神様」と呼ばれた。ほとんどの監督作品に小さな役でカメオ出演したことや、テレビ番組『ヒッチコック劇場』（1955年 - 1965年）のホスト役を務めたことでも広く知られている。
ヒッチコックは当初、電信ケーブル会社で技術者や広告デザイナーとして働き、1919年にサイレント映画の字幕デザイナーとして映画業界入りし、美術監督や助監督などを経て、1925年に『快楽の園』で監督デビューした。最初の成功した映画『下宿人』（1927年）で初めてサスペンス映画を手がけ、『恐喝』（1929年）からトーキーに移行した。1930年代は『暗殺者の家』（1934年）、『三十九夜』（1935年）、『バルカン超特急』（1938年）などで高い成功を収め、1939年には映画プロデューサーのデヴィッド・O・セルズニックと契約を結んで渡米し、その1本目となる『レベッカ』（1940年）はアカデミー賞作品賞に選ばれた。1940年代はセルズニックや他社で『疑惑の影』（1943年）や『汚名』（1946年）などを撮り、さらには独立プロダクションを設立して『ロープ』（1948年）などを発表した。1950年代以後はワーナー・ブラザース、パラマウント・ピクチャーズ、ユニバーサル・ピクチャーズなどの大手映画スタジオと契約を結び、プロデューサーを兼任して『見知らぬ乗客』（1951年）、『裏窓』（1954年）、『めまい』（1958年）、『北北西に進路を取れ』（1959年）、『サイコ』（1960年）、『鳥』（1963年）などを発表し、高い評価と興行的成功を収めた。その間の1955年にはアメリカ市民権を取得した。
ヒッチコックは映像で観客の感情を操作し、サスペンスの不安や恐怖を盛り上げる演出や手法を追求した。「ヒッチコック・タッチ」と呼ばれる独自のスタイルやテーマは、登場人物の視線で描くことで観客をのぞき行為をする役割にしたことや、犯人に間違えられた男性と洗練された金髪美女が主人公のプロット、サスペンスとユーモアの組合せ、マクガフィンの設定、二重性のテーマなどを特徴とする。独自のスタイルを持つ映画作家としてのヒッチコックの評価は、1950年代にフランスの映画誌『カイエ・デュ・シネマ』の若手批評家により確立されたが、それまでは単なる娯楽映画を作る職人監督と見なされていた。ヒッチコックは生前にさまざまな栄誉を受けており、1968年に映画芸術科学アカデミーからアービング・G・タルバーグ賞を受賞し、亡くなる4か月前の1979年12月には大英帝国勲章を授与された。今日までヒッチコックの作品は、さまざまな学術的研究や批評の対象となっている。

## 生涯

### 初期の人生：1899年 - 1919年

#### 幼少期と教育

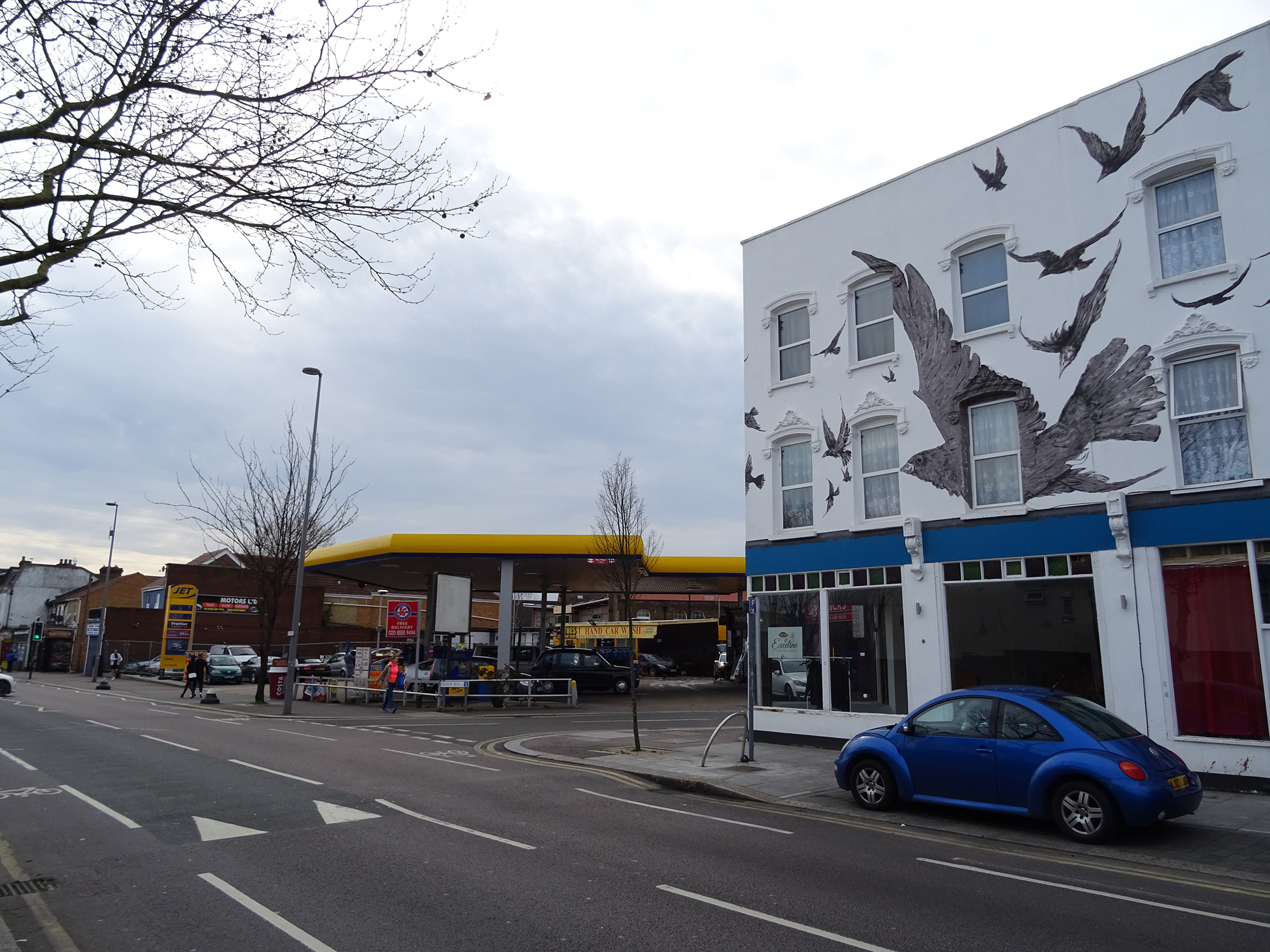
ヒッチコックの生まれた場所であるレイトンストーンのハイ・ロード517番地（ガソリンスタンドが建っている所）。右側の建物にはそれを記念した『鳥』（1963年）の壁画が描かれている。

1899年8月13日、アルフレッド・ジョゼフ・ヒッチコック（以下、ヒッチコックと表記）はイースト・ロンドン（当時はエセックスの一部）の郊外、レイトンストーンのハイ・ロード517番地に、鶏肉店と青果物の卸売商を営む父のウィリアム・エドガー・ヒッチコックと、母のエマ・ジェーン・ヒッチコック（旧姓はホイーラン）の3人の子供の末っ子として生まれた。兄姉は9歳上のウィリアム・ダニエル・ヒッチコックと、7歳上のエレン・キャスリーン・ヒッチコック（愛称はネリー）である。一家は英国国教会の信者が多数を占めるイングランドでは少数派である、アイルランド系のローマ・カトリック教徒だった。
幼少期のヒッチコックは内向的でおとなしく、遊び友達もおらず、いつも自分で面白いことを考え出してはひとりで遊んでいた。その遊びというのは地図や時刻表を研究したり、旅行案内書を読んだり、ロンドン市内を散歩したりするというものだった。8歳になるまでにはロンドンを走る馬車鉄道の全線を制覇し、さらにイギリスのほとんどの鉄道路線の時刻表を暗唱してみせて家族を驚かせた。他にもロンドンの乗り合いバスの路線図、オリエント急行の駅名、定期船の航路とそれらの時刻表、ニューヨークの地図を暗記していた。家の壁には巨大な海図を貼り、そこに航行中のイギリス商船の日ごとの位置をつけていた。
ヒッチコックは父に「けがれなき小羊くん」と呼ばれるほど行儀が良かったが、生活全体に規律と秩序を求める人物だった父から厳しいしつけを受けた。後年にヒッチコックがマスコミや知人に好んで繰り返し話したエピソードに、5歳か6歳ぐらいの時に父のしつけで警察署の留置場に入れられたという話がある。ヒッチコックは父から手紙を持たされ、近くの警察署まで行くように命じられたが、手紙を読んだ警察官に「わるい子にはこうするんだよ」と言われ、数分間だけ留置場に閉じ込められた。ヒッチコックはこの経験がきっかけで、生涯にわたって警察や監獄に恐怖心を抱くようになり、それは自身の作品のモチーフとなって現れた。
ヒッチコックが6歳の時、一家はロンドン東部のライムハウスに引っ越した。父はサーモンレーンの130番地と175番地の2店舗を買い取り、それぞれフィッシュアンドチップス店と魚屋として経営を始め、一家はフィッシュアンドチップス店の上階で暮らした。7歳の時には、イースト・エンドのポプラーにあるハウラ・ハウス修道院に通い、そこで約2年間の学業を修めた。伝記作家のパトリック・マクギリガンによると、その後ヒッチコックはローマ・カトリックの機関であるイエスの忠実な仲間が運営する修道院学校に何回か通った可能性があるという。9歳の時には、ロンドン南部のバタシーにあるサレジオ会が運営する寄宿学校に短期間だけ入学した。
1910年、一家は再び転居してステップニーに移った。11歳になったヒッチコックは同年10月5日、スタンフォード・ヒルにあるイエズス会のグラマースクールの聖イグナチウス・カレッジの昼間部に入学した。この学校は厳格な規律で知られ、1日の終わりに教師たちが硬いゴム製の鞭を使って生徒に体罰を与えていた。そのため生徒は教師に罰を宣告されると、1日が終わるまでそれを受けるという恐怖を覚えながら過ごさなければならなかった。後年にヒッチコックは、こうした経験によって自分の中に「恐怖という感情が育まれた」と述べている。その一方で規則や教師や級友に反抗し、司祭館の庭にあった鶏小屋から卵を盗んで宿舎の窓にぶつけ、怒った神父たちには知らないふりをした。そのためヒッチコックは周りから「コッキー（生意気の意）」というあだ名で呼ばれた。勉強面では優秀な生徒であり、入学1年目の終わりにはラテン語、英語、フランス語および宗教教育の成績優秀者として賞を受けた。ヒッチコック自身は「だいたいクラスで4番か5番の成績だった」と述べている。

#### 電信ケーブル社勤務
1913年7月25日、ヒッチコックは13歳で聖イグナチウス・カレッジを修了し、正規の教育にピリオドを打った。ヒッチコックは両親にエンジニアになりたいと言い、ポプラーにある海洋技術専門学校のLondon County Council School of Engineering and Navigationの夜間コースに入学し、力学や電子工学、音響学、航海術などを学んだ。翌1914年11月（1915年初めの説もある）にはロンドンのW・T・ヘンリー電信ケーブル社に、敷設予定の電気ケーブルの太さやボルト数を測定する営業部門のテクニカルアドバイザーとして就職し、週15シリングの給料を得た。その1か月後の12月12日、父親のウィリアム・エドガーが持病の肺気腫と腎臓病のため52歳で亡くなり、兄のウィリアム・ダニエルが父の経営した店を引き継いだ。
そのうちヒッチコックは、エンジニアの仕事が面白くないと感じるようになり、1915年には仕事をしながらロンドン大学のゴールドスミス・カレッジの美術学科の夜間コースに通い、イラストの勉強をした。次第にヒッチコックの関心は芸術の方に移り、とくに映画や演劇を盛んに見るようになり、映画技術専門紙や映画業界紙を愛読した。当時のヒッチコックはイギリス映画よりもアメリカ映画の方が好きで、D・W・グリフィス監督の『國民の創生』（1915年）と『イントレランス』（1916年）に強い感銘を受けたほか、チャールズ・チャップリンやバスター・キートン、ダグラス・フェアバンクス、メアリー・ピックフォードなどの作品を好んで見ていた。
ヒッチコックがエンジニアとして働いていた間に第一次世界大戦が起きていたが、開戦した当初にヒッチコックは若過ぎるという理由で軍隊に入ることができず、1917年に適正年齢に達した時には「兵役に適さない」としてC3分類（「深刻な器質的疾患がなく、居住地の駐屯地での使用条件に耐えられるが、座っての仕事にのみ適している」）を受けた。そのためヒッチコックは王立工兵連隊の士官候補生となり、会社で働きながら週末に訓練や演習に参加した。伝記作家のジョン・ラッセル・テイラーによると、ハイド・パークでの実践的な演習の1つとして、巻脚絆を着用する訓練があったが、ヒッチコックは脚絆を足に巻き付けることができず、何回やっても足首にずり落ちたという。一部の伝記作家は、戦争の残虐行為が神経質なヒッチコックにトラウマ的な経験を与えたと述べている。
その後、ヒッチコックはイラストを学んでいたおかげで、ヘンリー電信ケーブル社の広告部門に転属し、会社の広告パンフレットのイラストを描く仕事をした。後年にヒッチコックは、この仕事が「映画に近づくためのステップになった」と述べている。1919年6月には、会社の従業員に6ペンスで販売された社内誌『ヘンリー・テレグラフ』の創刊編集者となり、いくつかの短編小説を寄稿した。創刊号に寄稿した最初の短編小説『Gas』は、若い女性がパリで男性の暴漢に襲われるが、それは彼女が歯医者での治療中に見た幻想だったという物語で、伝記作家のドナルド・スポトーはこの作品から「若きヒッチコックが、読者をあやつる技法と恐怖をかもしだす術を本能的に心得ていた」と述べている。しかし、時間が経つにつれ、ヒッチコックは広告デザインの仕事に飽き始め、週15シリングの給料にも満足しなくなった。

### 戦間期のキャリア：1919年 - 1939年

#### フェイマス・プレイヤーズ＝ラスキー

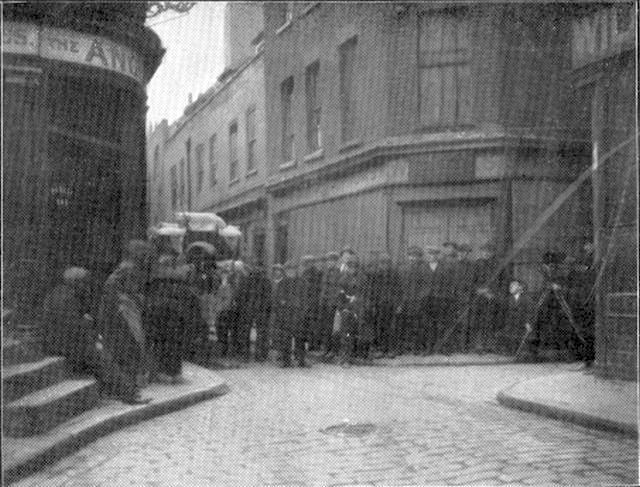
未完の監督作品『第十三番』（1922年）を撮影中のヒッチコック（右のカメラ横にいる人物）。

ヒッチコックがまだヘンリー電信ケーブル社にいた頃、アメリカの映画会社フェイマス・プレイヤーズ＝ラスキー（パラマウント・ピクチャーズの前身）はロンドン北部のイズリントンにスタジオを開設し、その第1作にマリー・コレリの小説が原作の『悪魔の嘆き』を製作予定であると発表した。ヒッチコックはこのニュースを映画業界紙で知ると興味をそそられ、会社が募集していたサイレント映画の字幕デザイナーの仕事に応募し、原作小説に目を通したあと、会社の広告部門にいた同僚の助けを借りながらその字幕デザインのサンプルを何枚か描いた。しかし、プロデューサーにサンプルを提出した頃には『悪魔の嘆き』の製作は取りやめとなり、代わりに別の作品『最後の審判』（1920年）と『青春の呼び声』（1921年）の製作が決定していた。ヒッチコックは雇ってもらえるかもしれないという熱意から、この2本の字幕デザインを2日以内に作成し、それがプロデューサーに気に入られて採用された。
ヒッチコックは当初、パートタイムでフェイマス・プレイヤーズ＝ラスキーに雇われ、ヘンリー電信ケーブル社で働きながら字幕デザインを作成し、仕事の出来高に応じて報酬を受け取った。1921年4月にはフルタイムの従業員となり、それに伴いヘンリー電信ケーブル社を辞職した。それから約2年間、ヒッチコックは同社の11本の作品で字幕デザインを作成し、時には字幕をうまく使って内容が良くない映画のスクリプトを手直しして、映画そのものの内容を完全に変えたりもした。また、スタジオが人手不足だったことから、構図やセットの絵コンテを描くなど、担当以外の仕事をすることもあった。ヒッチコックはアメリカ人の従業員が多数を占めるこのスタジオで、自分の仕事をこなしながらアメリカ流の映画作りを学んだ。
しかし、1922年夏にフェイマス・プレイヤーズ＝ラスキーはイズリントンのスタジオでの映画製作を停止し、空いたスタジオは貸しスタジオとなった。ヒッチコックは低賃金で長時間労働をしていたため解雇を逃れ、他の数人のスタッフとスタジオに留まった。この頃、ヒッチコックはこのスタジオで自主製作による初監督作品『第十三番』（1922年）の撮影を始めた。この作品はロンドンの低層階級を描いたコメディで、主演のクレア・グリートが資金を工面したにもかかわらず製作費は底をつき、未完成のまま終わった。1923年初頭には俳優のシーモア・ヒックスがイズリントンのスタジオを借りて『いつも奥さんに話しなさい』（1923年）を製作兼主演したが、当初の監督のヒュー・クロイスがヒックスとの意見の対立で降板し、ヒックスが自ら監督を務めることになったため、ヒッチコックがその演出を手伝うことになり、2人で残りのシーンを撮影した。

#### ゲインズボロ・ピクチャーズ

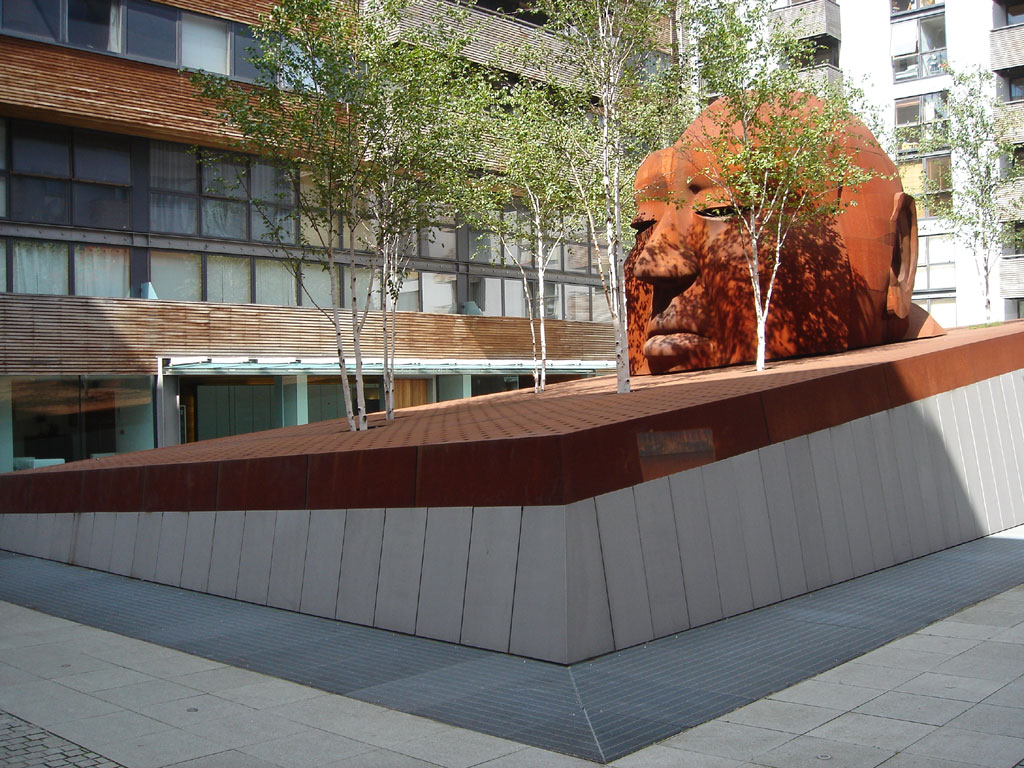
ロンドンのイズリントンのゲインズボロ・ピクチャーズ跡地にあるヒッチコックの彫像。

1923年夏、映画プロデューサーのマイケル・バルコンの独立プロダクションがイズリントンのスタジオで映画製作を始めると、ヒッチコックはそこに雇われ、グレアム・カッツ監督の『女対女』『白い影』（1923年）で助監督を務めたが、それ以外にも脚本やセットデザインも担当し、バルコンから有能なスタッフと評価された。1924年初めにバルコンがイズリントンのスタジオを買収してゲインズボロ・ピクチャーズを設立すると、ヒッチコックは同社で引き続きカッツの『街の恋人形』（1924年）、『与太者』『淑女の転落』（1925年）で助監督、脚本、セットデザインを担当した。『与太者』はドイツの大手映画会社ウーファと共同製作し、ポツダムのバーベルスベルク・スタジオで撮影されたが、ヒッチコックはドイツ滞在中にF・W・ムルナウ監督の『最後の人』（1924年）の撮影を見学し、その遠近法を強調したセットの作り方に感銘を受け、早速撮影中の『与太者』のセットデザインに採り入れた。
1925年、ゲインズボロ・ピクチャーズはミュンヘンに拠点があるエメルカ社と共同製作で映画を作ることになり、バルコンはヒッチコックをその監督に抜擢した。助監督として充分な経験を積んでいたヒッチコックは、自分から映画監督になりたいと意思表明をしてもおかしくなかったが、当時は脚本やセットデザインの仕事に満足し、監督になることは全く考えていなかったという。同年夏、ヒッチコックはミュンヘンに派遣され、初監督作品『快楽の園』を撮影した。この作品は2組の男女の交錯した関係を描くメロドラマで、アメリカの人気女優のヴァージニア・ヴァリが主演した。ロケはイタリアで行われたが、通関手続きではフィルムストックが申告漏れのため税関に没収され、ジェノヴァでは現金が盗まれ、ほかにも予定外の出費が重なるなどトラブルが続き、そのせいで製作費が不足し、俳優やスタッフにお金を借りることになった。同年夏の終わりに撮影は終了し、試写を見たバルコンはその出来に満足した。

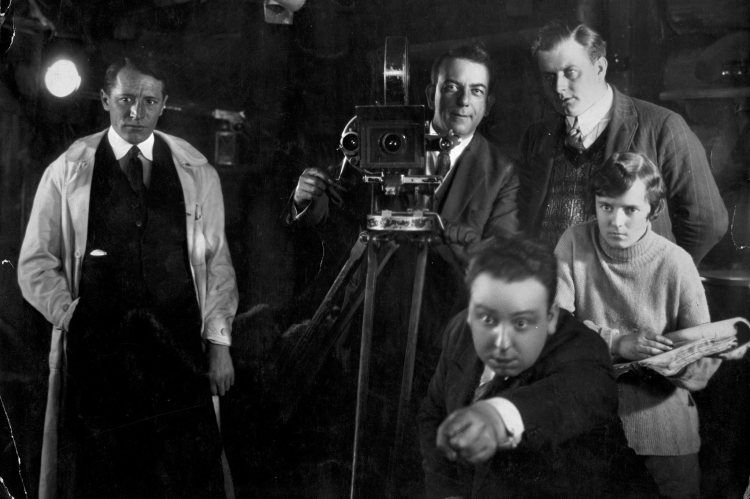
『山鷲』の宣伝写真におけるヒッチコック（カメラの右手前で指を差す人物）。その右隣りは将来の妻となるスクリプターのアルマ・レヴィルである。

ヒッチコックはバルコンから、もう1本ドイツで英独合作を撮影する話を持ちかけられ、1925年秋にミュンヘンのスタジオとチロル地方のロケで監督第2作『山鷲』を撮影した。この作品は男に追い回されて山に逃げ込んだ女教師が主人公のメロドラマで、アメリカの人気女優ニタ・ナルディが主演したが、ヒッチコックはこの作品を「最低の映画」と呼んでいる。翌1926年1月にヒッチコックはイギリスに戻り、その2か月後には『快楽の園』の公開試写が行われた。『デイリー・エクスプレス』紙はこの作品を「傑出した映画」と呼び、ヒッチコックのことを「巨匠の頭脳を持った新人」と評した。しかし、配給元のW&F映画配給会社は売り物にならないとして『快楽の園』と『山鷲』の公開を拒否し、監督3作目の『下宿人』の業界向け試写会が成功したあとの1927年にようやくイギリスで正式配給された。その後、『山鷲』のフィルムはすべて紛失し、作品について残されているものはわずか6枚の写真しかない。
1926年に撮影した『下宿人』は、ヒッチコックにとって初のサスペンス映画である。この作品は切り裂きジャックを下敷きにしたベロック・ローンズの同名小説が原作で、無実の若い下宿人（アイヴァー・ノヴェロ）が連続殺人犯の疑いをかけられるという物語である。ヒッチコックはこの作品でさまざまな純粋な視覚的工夫を凝らしており、例えば、女将の上の部屋にいる下宿人の足音の効果を出すために、ガラス板の天井の上を歩く下宿人を真下から撮影した。この作品には金髪女性や手錠、間違えられた男など、後の作品で繰り返し用いられるテーマやモチーフが登場し、「ヒッチコック・タッチ」と呼ばれる独自の作風を最初に示した作品となった。後年にヒッチコックは、この作品を「正真正銘のヒッチコック映画と言える最初の代物」と呼んでいる。しかし、配給会社は公開を拒否したため、ヒッチコックは若い知識人のアイヴァー・モンタギューの助けを借りて作品に修正を加え、1926年9月に業界向け試写会を行うと、『バイオスコープ』誌に「イギリス映画史上の最大傑作」と呼ばれるなど好評を集めた。翌1927年1月に公開されると商業的にも成功を収めた。
1926年12月2日、ヒッチコックはそれまでの3本の監督作品で助監督や記録係を担当したアルマ・レヴィルと、ロンドンのナイツブリッジにあるローマ・カトリックのブロンプトン・オラトリーで結婚し、ロンドンのクロムウェル・ロード153番地にある賃貸アパートの最上階で生活を始めた。夫婦はパリ、コモ湖、サンモリッツで新婚旅行をしたが、それ以来2人は事情の許すかぎり結婚記念日をサンモリッツで過ごすようにした。イギリスに戻ったあと、ヒッチコックはバルコンとの間に残る2本の契約を消化するため、まず1927年初めにアイヴァー・ノヴェロがコンスタンス・コリアと共同執筆した戯曲が原作の『ダウンヒル』を監督した。この作品は濡れ衣を着せられた学生（ノヴェロ）が主人公のメロドラマで、同年5月の『山鷲』の公開と同じ週に上映され、『キネマトグラフ・ウィークリー』紙に「（映像表現に優れた）監督の個人的な成功」と評された。その次にノエル・カワードの戯曲が原作のメロドラマ『ふしだらな女』（1927年8月初上映、1928年3月公開）を監督したが、不評で興行的にも失敗した。

#### ブリティッシュ・インターナショナル・ピクチャーズ

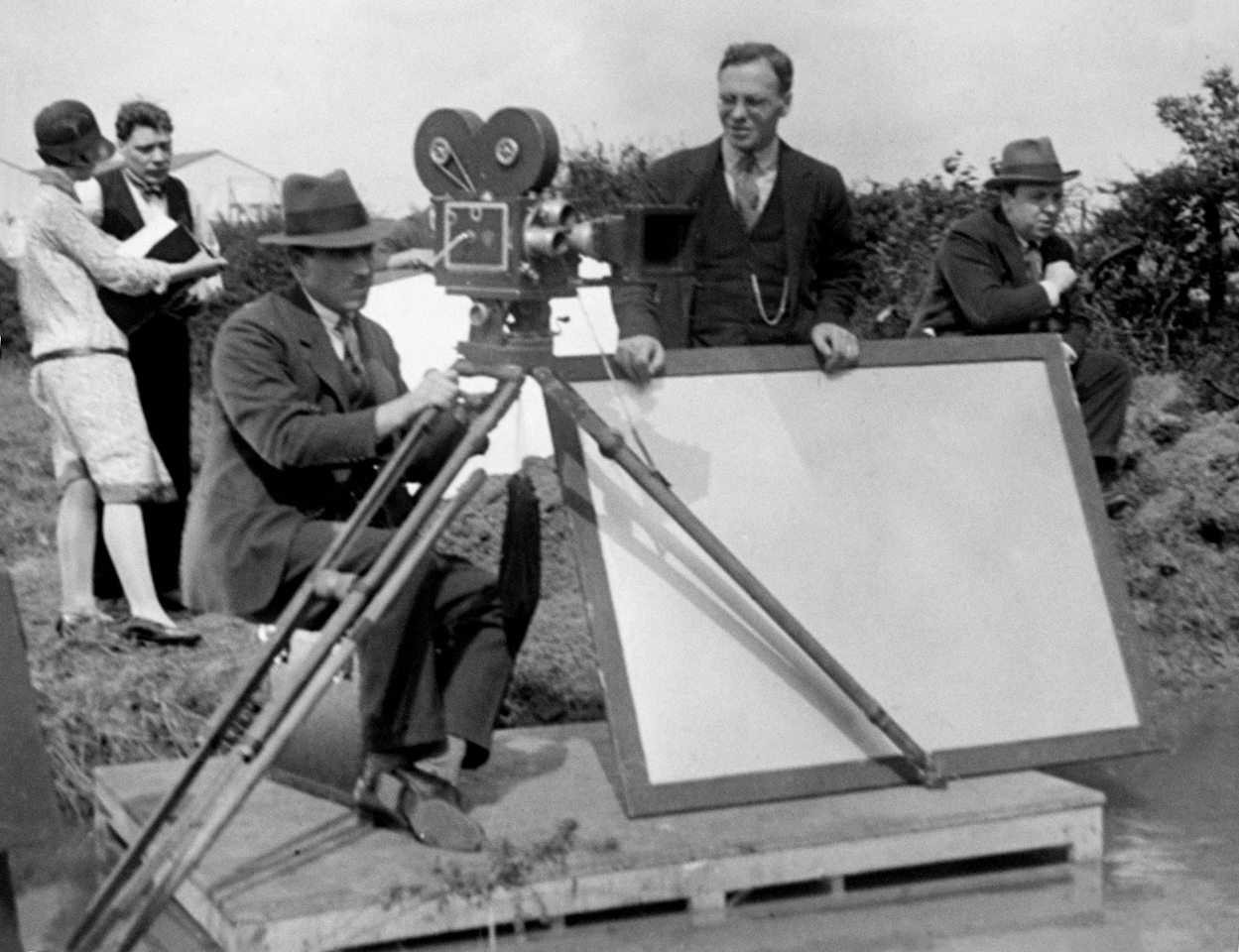
『リング』（1927年）撮影時のヒッチコック（最右）。同作のカメラマンのジャック・E・コックス（左）とはBIP時代にコンビを組んだ。

1927年6月、ヒッチコックは前月に撮影を終えた『ふしだらの女』を最後にゲインズボロ・ピクチャーズを辞め、新しく設立されたブリティッシュ・インターナショナル・ピクチャーズ（BIP）と契約し、その拠点のエルストリー・スタジオに移った。BIPではゲインズボロと比べてより良い条件と高い独立性が保証された。年俸はゲインズボロ時代の約3倍となる1万3000ポンドとなり、当時のイギリス映画界で最も高給取りの監督となった。スタジオから創造的な自由を与えられたヒッチコックは、同社第1作を自身初のオリジナル脚本で作ることにした。その作品『リング』は同じ女性に恋をした2人のボクサーを描く三角関係ものの恋愛ドラマで、同年夏に撮影し、10月に公開されると肯定的な批評を集めた。
1927年秋にはイーデン・フィルポッツの戯曲の映画化で、妻を亡くした農場主の花嫁探しを描くコメディ映画『農夫の妻』（1928年3月公開）を監督した。撮影はイギリス南部のデヴォンやサリーの田舎で行われたが、その地の風景やロンドンの喧騒から離れた静けさに魅力を感じたヒッチコックは、1928年にサリーのギルフォードから4マイルに位置する村シャムリー・グリーンの近くにあるチューダー様式の別荘「ウィンターズ・グレース」を2500ポンドで購入し、そこで家族と週末を過ごすようになった。この頃にヒッチコックはアメリカ風のコメディ映画『シャンパーニュ』を撮影していたが、同年夏に公開されると批評家に「一晩中、雨にさらされたシャンペン」と言われるなどして酷評され、後年にヒッチコック自身も「わたしの作品のなかで最低のもの」と述べている。

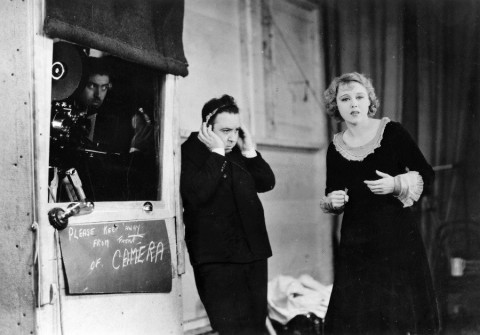
初のトーキー作品である『恐喝』（1929年）でサウンドテストをするヒッチコックと主演のアニー・オンドラ。

1928年7月7日、ヒッチコック夫妻の一人娘であるパトリシア・アルマ・ヒッチコックが生まれた。それから数週間後にはホール・ケインの小説を映画化したメロドラマ『マンクスマン』（1929年1月公開）を撮影したが、これはヒッチコックの最後のサイレント映画となり、翌1929年初めに撮影した『恐喝』からトーキーの時代が始まった。この作品はチャールズ・ベネットの戯曲の映画化で、自分を犯そうとした男性をナイフで殺害し、それが原因で見知らぬ男に恐喝される女性（アニー・オンドラ）と、彼女を守る婚約者の刑事が主人公のサスペンスである。最初はサイレント版で撮影していたが、その途中で会社からトーキー化の話が生じたため、ヒッチコックはいくつかの部分を撮り直してトーキーにした。ヒッチコックは音という新しい表現手段の可能性を追求し、例えば、主人公の女性が殺人を犯した翌日の朝食のシーンでは、日常会話に「ナイフ」という言葉を繰り返し強調して、女性の罪悪感や恐怖心を際立たせた。1929年7月に作品が公開されると、批評家から熱狂的な評価を受け、商業的にも『リング』以来の成功を収めた。
1930年初め、ヒッチコックはイギリス初のミュージカル・コメディ映画『エルストリー・コーリング』の数シーンだけを監督し、その次にショーン・オケーシーの有名な戯曲が原作の『ジュノーと孔雀』を撮影した。ヒッチコックはこれを会話が多い非映画的な作品と見なし、それ故に気乗りのしないまま仕事に取り組んだが、同年に公開されると批評家に好意的な評価を受けた。この頃、多くのメディアからインタビューを受けたヒッチコックは、自分の名前を広く宣伝する重要性を理解し、ヒッチコックの広報活動を担う小さな会社「ヒッチコック・ベイカー・プロダクションズ」を設立した。5月にはヒッチコック作品では珍しい犯人さがしを描く謎解き映画『殺人!』（1930年公開）を監督したが、この作品はまだアフレコ技術が確立していない中でヨーロッパに売り込むため、同時に英語版とドイツ語版で撮影された。1930年末から1931年初頭にはジョン・ゴールズワージーの戯曲が原作で、成金と貴族の地主の土地をめぐる対立を描く『スキン・ゲーム』を撮影し、2月に公開されると好評を博した。
1931年、ヒッチコック一家はカリブ海やアフリカなどを回る世界一周旅行をした。ヒッチコックの次の作品『リッチ・アンド・ストレンジ』は、その時の経験やアルマとの新婚旅行に触発された作品であり、スポトーは「公然たる自伝ともいえる作品」と述べている。それは大金を得て世界一周旅行に出かけた夫婦を描くコメディドラマで、それまでに作ったトーキー作品への反動としてセリフのあるシーンを全体の5分の1しか設けなかった。同年8月に撮影を終え、12月に公開されたが興行的に失敗し、この作品を気に入っていたヒッチコックは失望した。この頃のヒッチコックとBIPの関係は悪化したが、BIPの経営状態も悪化し、ヒッチコックの次の作品でスリラーの舞台劇をコメディ風に映画化した『第十七番』（1932年7月公開）は低予算で作られた。この作品も失敗作となり、ヒッチコックは「批評家たちの注意すらひかなかった」と述べている。その次もまた低予算で『キャンバー卿の夫人たち』（1932年）の監督を命じられたが、作品に興味を示さなかったヒッチコックはプロデューサーだけを担当し、監督はベン・W・レヴィに任せた。そしてこの仕事を最後にBIPとの契約を終えた。

#### ゴーモン・ブリティッシュ
『リッチ・アンド・ストレンジ』『第十七番』の立て続けの失敗で不調となっていたヒッチコックは、BIPを去ったあとの1933年にロンドン・フィルムのアレクサンダー・コルダと短期契約を結び、『ジャングルの上を飛ぶ翼』の監督を予定したが、資金を調達することができず、契約ごと解消となった。その次に独立系プロデューサーのトム・アーノルドと契約を結び、ヨハン・シュトラウス2世が主人公の音楽映画『ウィンナー・ワルツ』を撮影したが、この企画ははじめから絶望的で、ヒッチコックは撮影中に創作意欲がわかなくなった。後年にヒッチコックは「とてもわたしの作品だなんておおっぴらに言えた代物じゃない」と述べ、この時期を「最低の時代」と呼んだ。作品は1934年2月に公開されると、完全な失敗作と見なされた。

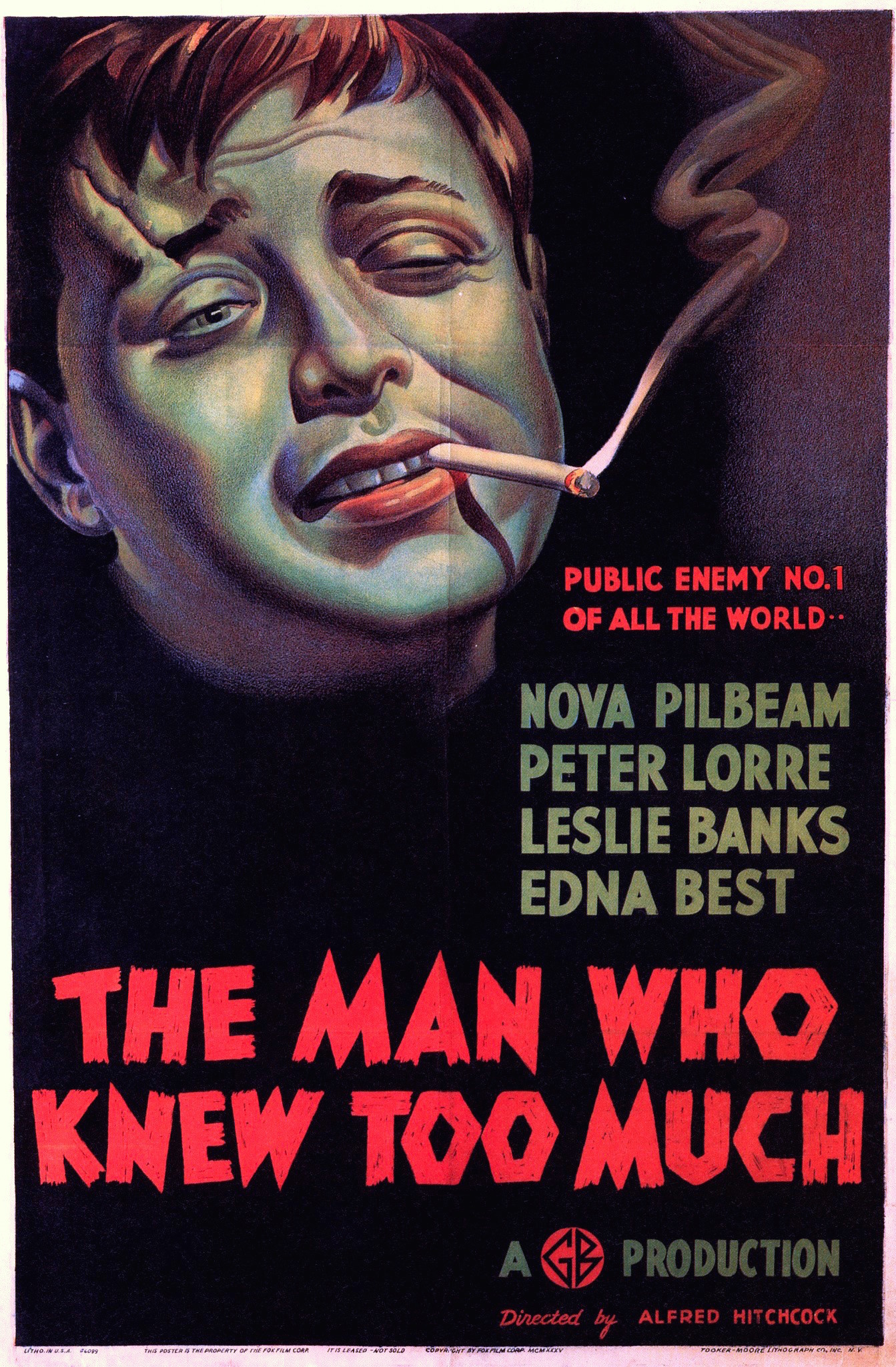
『暗殺者の家』（1934年）のポスター。

この作品の撮影中、マイケル・バルコンがヒッチコックのもとを訪れ、ヒッチコックがBIP時代にチャールズ・ベネットと共同執筆した脚本を映画化する提案をした。ヒッチコックはこれを再起のチャンスと考え、1934年にバルコンが製作担当重役を務めていたゴーモン・ブリティッシュと5本の映画を作る契約を結び、ロンドン西部のシェパーズ・ブッシュにあるライム・グローブ・スタジオに移った。映画化を決めた脚本は、同社第1作として『暗殺者の家』の題名で監督することになり、同年4月から5月にかけてベネットらとシナリオを作成し、5月から8月の間に撮影した。この作品でヒッチコックは自身が得意とするサスペンスのジャンルへ復帰し、サスペンスとユーモアの組み合わせという以後のヒッチコック作品の基本となるスタイルで、ある夫婦が大使を暗殺する計画に巻き込まれる物語を描いた。12月に公開されると大ヒットし、批評家からも賞賛され、『デイリー・エクスプレス』誌は「ヒッチコックは再びイギリスの監督の中でナンバーワンの座に躍り出た」と書いている。
この作品で名声を取り戻したヒッチコックは、作品の成功のおかげで自由に主題を選ぶことができるようになり、そこで自身が好きな作家だったジョン・バカンのスパイ小説『三十九階段』に基づく『三十九夜』を企画した。ヒッチコックはベネットらと原作に自由に改変して脚本を作り、1935年初めに撮影した。この作品も殺人に巻き込まれた男（ロバート・ドーナット）が、スパイや警察に追われながら自分の無実を証明するという物語を、前作と同様にユーモアとサスペンスを組み合わせながら速いテンポで描いた。同年6月にイギリスで公開されると前作同様に高い成功を収め、アメリカでもヒッチコック作品で過去最高のヒット作となった。
その次にヒッチコックは、サマセット・モームの短編小説集『アシェンデン』とそのいくつかのエピソードをもとにした戯曲が下敷きのスパイ映画『間諜最後の日』（1936年5月公開）を監督した。この作品は第一次世界大戦中にドイツのスパイを殺害する任務を受けたイギリスのスパイスパイ（ジョン・ギールグッド）を主人公にした物語であるが、前2作のような成功を収めることはできなかった。同作完成後の1936年1月、ヒッチコックはベネットらとスイスでジョゼフ・コンラッドの小説『密偵』が原作の『サボタージュ』の脚本を執筆し、同年春に製作を開始した。これは妻（シルヴィア・シドニー）に内緒で破壊活動をするアナーキスト（オスカー・ホモルカ）を描いた作品で、同年に公開されると『バラエティ』誌に「監督の巧みで熟練した技が、職人的な手法で作られた巧妙なこの作品のあちこちで光っている」と評された。

#### ゲインズボロ・ピクチャーズへ復帰

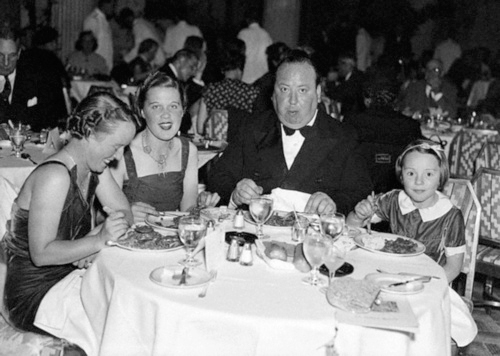
1937年にアメリカ料理店で食事をするヒッチコックたち（左からアルマ、秘書のジョーン・ハリソン、ヒッチコック、娘のパトリシア）。

『サボタージュ』の完成後、ゴーモン・ブリティッシュは財政的問題で製作部門を閉鎖し、今後は単なる配給会社になることを発表した。それによりヒッチコックは、同社の子会社になっていた古巣のゲインズボロ・ピクチャーズと2本の映画を撮る契約を結んだ。その1本目はジョセフィン・テイの小説『ロウソクのために一シリングを』が原作の『第3逃亡者』（1937年11月公開）で、1937年3月までにベネットらと脚本に取り組み、5月に撮影を終えた。この作品は殺人犯と疑われて警察に追われる無実の男の運命を描く犯罪スリラーで、『ニューヨーク・タイムズ』紙には「静かな魅力を備えた映画」と評された。
同年8月には家族と休暇のためアメリカへ旅行に出たが、関係者はこの旅行でアメリカの会社と契約を結ぶべきかどうか下見をするつもりだろうと推測した。実際にヒッチコックはイギリスの映画産業の技術的制約や、自身が過小評価されていることを強く感じていた。そしてアメリカ旅行中、ハリウッドの独立系映画会社セルズニック・インターナショナル・ピクチャーズを率いる映画プロデューサーのデヴィッド・O・セルズニックはヒッチコックに興味を示し、助手にヒッチコックと会うように指示した。9月に帰国する時には、ヒッチコックはセルズニックのほか、RKOやMGMなどの大手映画会社と契約交渉を進めていた。
10月、ヒッチコックはゲインズボロ・ピクチャーズでの監督2本目として、会社内で企画倒れになっていたエセル・リナ・ホワイトの小説『車輪は回る』が原作の脚本『バルカン超特急』を取り上げた。この作品は列車内で忽然と姿を消した老婦人（メイ・ウィッティ）を捜索するイギリス人女性（マーガレット・ロックウッド）が主人公のサスペンスである。撮影は12月まで行われ、翌1938年10月に公開されると高い成功を収めた。イギリスやアメリカの批評家にも賞賛され、『ヘラルド・トリビューン』紙には「『バルカン超特急』は、セザンヌのキャンバスやストラヴィンスキーの楽譜と同様に、監督一流の想像力と技量の産物だ」と評され、『ニューヨーク・タイムズ』にはその年のベスト・ワンの作品と呼ばれた。また、ヒッチコックはこの作品で第4回ニューヨーク映画批評家協会賞の監督賞を受賞した。
この作品に取り組んでいる間も、ヒッチコックはセルズニックとの交渉は続けられた。1938年6月にヒッチコックは契約をまとめるため再びアメリカを訪れ、7月14日にセルズニックとの契約書に署名した。契約では年に1本ずつ、計4本の映画を撮り、1本あたり5万ドルのギャラを受け取ることになっていた。契約が履行されるのは1939年4月からで、ヒッチコックはアメリカへ出発するまでの間、チャールズ・ロートンとエーリッヒ・ポマーが設立した映画製作会社メイフラワー・プロダクションズのために、ダフニ・デュ・モーリエの海賊冒険小説が原作のコスチューム・プレイ『巌窟の野獣』を監督した。撮影は1938年秋に行われたが、ヒッチコックは途中で作品への興味を失い、主演のロートンが自分の演技のために撮影を何度も中断するのに苛立った。1939年に公開されると興行的に成功はしたものの、批評家には酷評され、『ニューヨーク・ヘラルド・トリビューン』誌には「この映画は妙に退屈で面白くない…型にはまった、気の抜けたメロドラマである」と批判された。

### ハリウッド初期：1939年 - 1953年

#### セルズニック・インターナショナル・ピクチャーズ

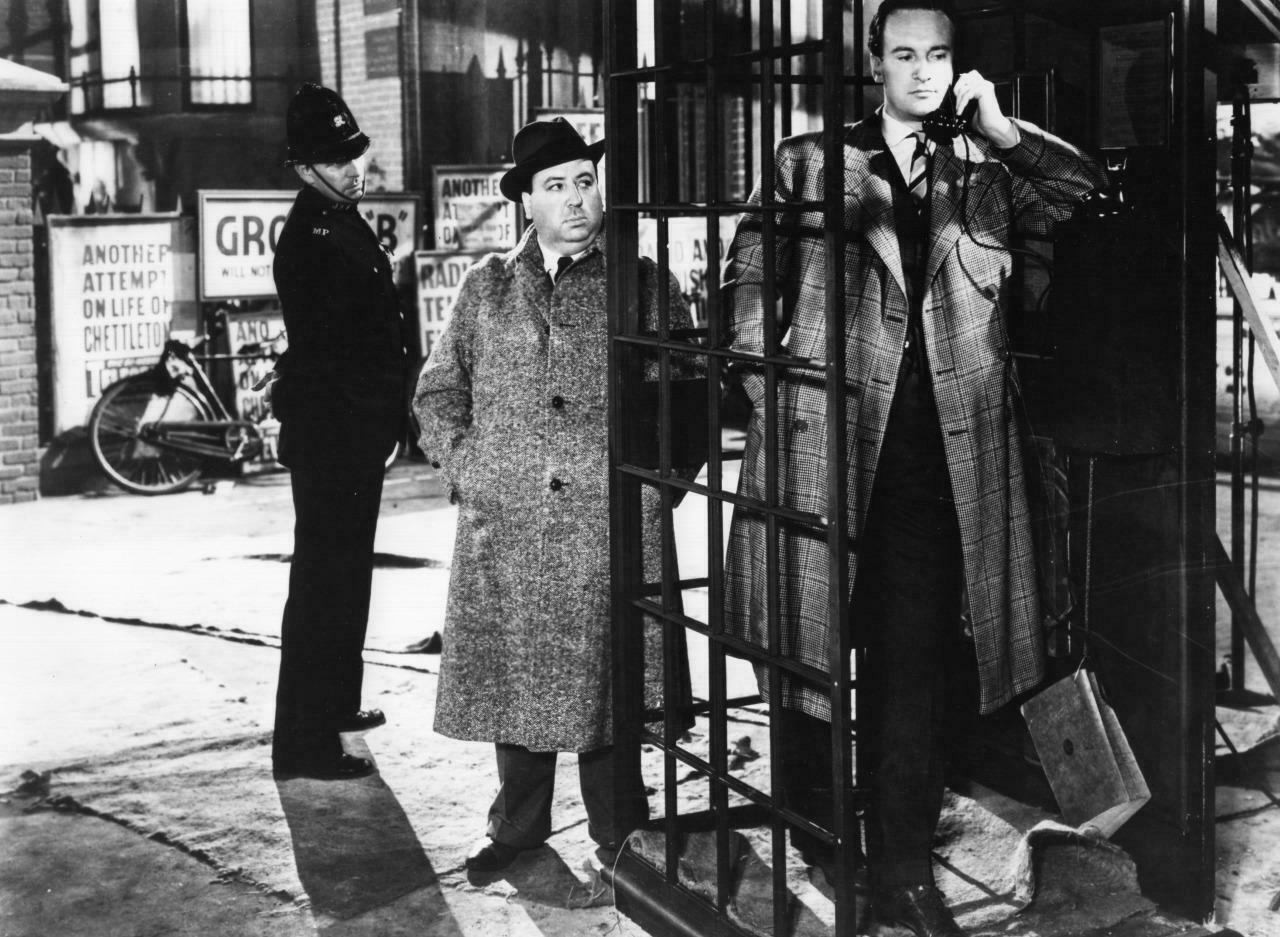
『レベッカ』（1940年）のヒッチコック（中央）とジョージ・サンダース（右）。

1939年2月、ヒッチコックはシャムリー・グリーンの別荘を処分し、自宅アパートの賃貸契約を終了させた。ヒッチコックはイギリスを去る前の数日間を母と過ごし、3月1日にアルマとパトリシア、秘書のジョーン・ハリソン、専属のコックとメイド、そして2匹の愛犬とともにアメリカに向けてサウサンプトンからクイーン・メリー号で出航した。その数日後に一行はニューヨークに到着し、しばらくマンハッタンに滞在したあとにロサンゼルスへ移り、ウィルシャー大通り10331番地にあるアパートに住んだが、その数か月後にはベルエアのセント・クラウド・ロード609番地にあるキャロル・ロンバードが所有する家に引っ越した。アメリカに移住したばかりのヒッチコックは、毎週日曜日に家族と教会のミサに出席し、定期的にビバリーヒルズのレストランで食事をとるという生活を送った。
4月10日、ヒッチコックは正式にセルズニック・インターナショナル・ピクチャーズに雇われた。その監督第1作には、当初タイタニック号沈没事故を題材にした作品が予定されていたが、セルズニックの意向で流れ、代わりにセルズニックが映画化権を購入したダフニ・デュ・モーリエの小説が原作の『レベッカ』を監督することになった。この作品は19世紀のイギリスの荘園が舞台で、先妻の思い出に付きまとわれた大富豪（ローレンス・オリヴィエ）に嫁いだアメリカ娘（ジョーン・フォンテイン）が主人公のゴシック・ロマンス風の心理スリラーである。ハリウッドではプロデューサーが映画製作の主導権を握っていたが、この作品にもセルズニックの意向や価値基準が大きく反映され、そんなセルズニックと芸術性を追求するヒッチコックとの間でたびたび軋轢が生じた。その最初の出来事は、6月上旬に提出した脚本が、原作の忠実な映画化を求めるセルズニックに「小説として見事に成功した作品を、ひねくれた俗悪な映画にする気はない」と拒否されたことだった。
同年夏に脚本の修正が終わり、9月上旬に撮影を始めたが、その最初の週に第二次世界大戦が勃発し、ヒッチコックはイギリスにいる家族の身を案じ、戦争に対する不安は映画製作にも影響を及ぼした。撮影中もヒッチコックはセルズニックの干渉に苛立ちを見せ、作品が芸術的に報われなくなると不満を露にした。スポトーはこの作品を「ヒッチコックの映画というよりセルズニックの映画である」と述べているが、他のヒッチコック作品に通じる独自の視覚的なタッチは維持された。また、ヒッチコックは「カメラの中で編集する（最終的に編集された画面に使われるシーンのみを撮影する手法）」という手法をとることで、セルズニックが編集で手を加えられないようにした。1940年3月に公開されたこの作品は、第13回アカデミー賞で作品賞を受賞し、セルズニックにオスカー像がもたらされた。ヒッチコックも自身初の監督賞にノミネートされ、作品はほかにも9部門でノミネートされた。

#### 他社での活動
『レベッカ』の完成後、セルズニックはしばらくプロデューサーとしての活動を停止し、契約した俳優や監督を他社に貸し出すという方針をとったため、ヒッチコックも1944年まで他社に貸し出されて映画を撮ることになり、セルズニックの下にいる時よりも映画作りの自由度が高まった。ヒッチコックの次の作品『海外特派員』は独立系映画プロデューサーのウォルター・ウェンジャーに貸し出されて作った作品で、1940年3月に脚本を作成し、同年夏まで撮影が行われたが、製作費はそれまでのヒッチコック作品で最高額の150万ドルとなった。この作品は第二次世界大戦直前のロンドンに派遣されたアメリカ人記者（ジョエル・マクリー）が、ナチスのスパイの政治的陰謀を突き止めるという物語である。大戦への不安を抱いていたヒッチコックは、この作品であからさまにイギリスの参戦を支持し、結末にはアメリカの孤立主義の撤回を求める戦争プロパガンダの要素を取り入れた。同年8月にユナイテッド・アーティスツの配給で公開されると成功を収めたが、この頃にヒッチコックはイギリスのメディアから、祖国の戦争努力を助けるために帰国しようとせず、アメリカで無事安全に仕事をする逃亡者であると非難され、心を傷つけられた。
1940年8月、ヒッチコックはカリフォルニア州スコッツバレー近くにある200エーカーの土地を持つ別荘「コーンウォール牧場」を購入した。その翌月からはRKOに貸し出されて2本の作品を監督したが、その1本目の『スミス夫妻』は友人のキャロル・ロンバードに頼まれて監督を引き受けた作品である。これは幸せだが喧嘩の絶えない夫婦（ロンバードとロバート・モンゴメリー）を描くスクリューボール・コメディで、アメリカ時代の唯一のコメディ映画となったが、翌1941年1月に公開されると興行的成功を収めた。2本目の『断崖』はフランシス・アイルズの小説が原作で、夫（ケーリー・グラント）を殺人者と疑い彼に殺されると思い込むヒロイン（フォンテイン）が主人公の心理スリラーである。ヒッチコックははじめ、夫が妻を殺害するという結末を考えていたが、グラントのスターのイメージを損なうとしてハッピーエンドに変更させられた。同年11月に公開されると批評家や観客から好意的な評価を受け、その年のRKOの最も収益性の高い作品となった。第14回アカデミー賞では作品賞など3部門でノミネートされ、フォンテインが主演女優賞を受賞した。

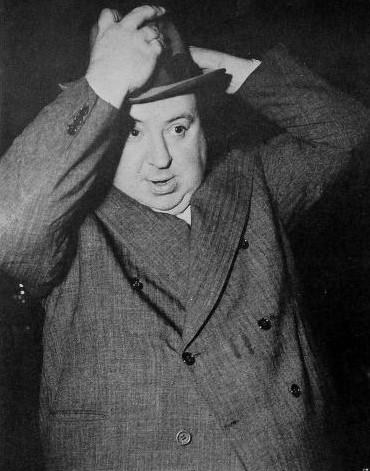
1943年のヒッチコック。

『断崖』の撮影中、ヒッチコックは数人の脚本家と自身の着想による『逃走迷路』の脚本を執筆した。この作品は破壊工作員の疑いをかけられた青年（ロバート・カミングス）が主人公の物語である。セルズニックはこの脚本をユニバーサル・ピクチャーズと契約していたプロデューサーに売り、ヒッチコックは同社に貸し出されて監督することになったが、その立場上キャスティングに口出しできず、自分が望まない俳優を会社から押し付けられた。撮影は1941年12月から行われ、翌1942年春に完成して公開されると商業的成功を収めた。この時期にヒッチコックは、それまでの家の持ち主だったロンバードが飛行機の墜落事故で死亡したために新居を探すことになり、ベルエアのベラジオ・ロード10957番地にある広大な敷地を持つ家に引っ越し、ここを亡くなるまでの住みかとした。
その次にヒッチコックは、セルズニックの女性文芸部長の夫が思いついたストーリーを基にした『疑惑の影』（1943年1月公開）を、ユニバーサルでの2作目として監督した。この作品は最愛の叔父（ジョゼフ・コットン）を連続殺人犯と疑う若い娘（テレサ・ライト）が主人公のスリラーで、ほとんどのシーンはスタジオ撮影ではなく、物語の舞台であるカリフォルニア州サンタローザでロケ撮影をした。その撮影中の1942年9月26日、ヒッチコックの母親のエマが79歳で病死した。ヒッチコックは母親について公に話すことはなかったが、関係者は彼が母親を賞賛していたと述べている。その4か月後には兄のウィリアムがパラアルデヒドの過剰摂取のため52歳で亡くなったが、兄弟ははあまり親密な関係ではなかった。ヒッチコックは母と兄の死に立ち会うことはできなかったが、それを機に肥満体型だった自らの健康を危惧し、医師の助けを借りて食事療法に取り組んだ。
1942年11月、ヒッチコックはセルズニックの手配で20世紀フォックスに貸し出され、同社で2本の作品を撮影することになった。ヒッチコックはUボートに撃沈された輸送船の乗客とナチスの将校をめぐって救命艇の中だけで物語が展開する作品を構想し、アーネスト・ヘミングウェイに脚本を依頼したが断られ、次にジョン・スタインベックに依頼したが2人の共同作業はうまくいかず、最終的にジョー・スワーリングと組んで執筆した。こうして脚本が作られた『救命艇』は、1943年8月から11月の間に撮影が行われた。セットはスタジオの巨大タンクに浮かぶ救命艇の1つだけで、カメラを常にその中に据えて撮影するという実験的手法を試みた。1944年に公開されるとさまざまな評価を受け、一部の批評家はナチスを賞賛していると批判した。第17回アカデミー賞では監督賞など3部門でノミネートされた。
1943年12月、ヒッチコックは映画製作で祖国の戦争努力に貢献する必要性を感じてイギリスに帰国し、友人で情報省映画部長のシドニー・バーンスタインの依頼で、1944年1月と2月にフランスのレジスタンス運動を描く短編プロパガンダ映画『闇の逃避行』と『マダガスカルの冒険』の2本を撮影した。いずれも亡命したフランス人俳優の劇団モリエール・プレイヤーズが出演したフランス語作品であるが、プロパガンダに役立たないとしてフランス国内で正式に公開されることはなかった。同年6月と7月には、バースタインが製作したナチス・ドイツの強制収容所に関するドキュメンタリー『German Concentration Camps Factual Survey』にトリートメント・アドバイザーとして参加した。この作品は1945年の製作中に棚上げされ、1985年まで未発表となっていた。また、1944年10月にはセルズニックのスタジオで、アメリカの戦時国債の販売を促進するための2分足らずのプロパガンダ映画『The Fighting Generation』を撮影した。

#### 第二次世界大戦後のセルズニック

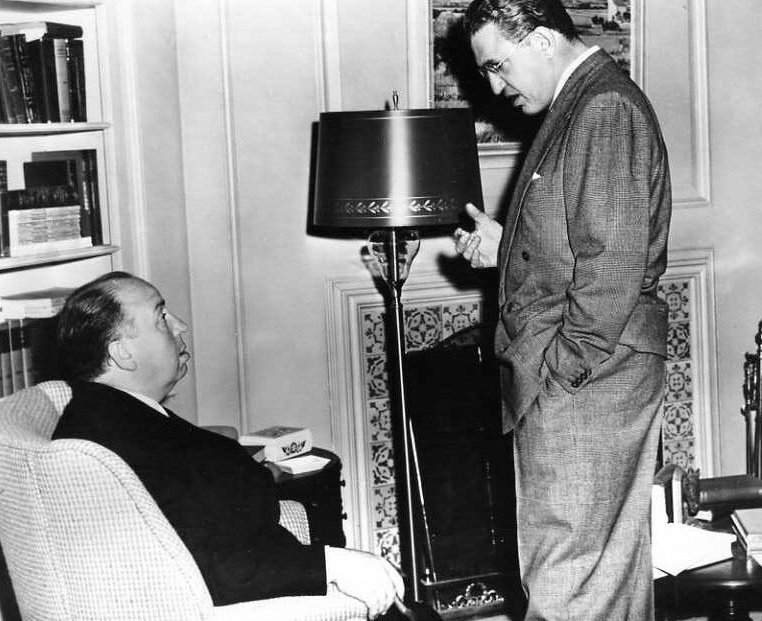
『白い恐怖』（1945年）について話し合うヒッチコックとデヴィッド・O・セルズニック。2人の契約関係は1939年から1947年まで続いた。

ヒッチコックはイギリス滞在中、精神病院が舞台の小説『ドクター・エドワーズの家』の映画化権を取得し、1944年3月にアメリカに戻るとそれを基にした『白い恐怖』の脚本をベン・ヘクトと作成し、セルズニックの下で作る2本目の作品として監督した。この作品は精神分析を題材に扱い、自分を人殺しだと思い込む記憶喪失の精神病院の院長（グレゴリー・ペック）と、彼と恋に落ちた精神分析医（イングリッド・バーグマン）を主人公にして物語が展開され、サルバドール・ダリが夢のシーンをデザインした。撮影は同年7月から10月まで行われたが、その間にセルズニックとの契約が更新され、週給はそれまでの倍以上となる7500ドルになった。作品は1945年に公開され、800万ドルの収益を上げた。第18回アカデミー賞では作品賞や監督賞など6部門でノミネートされ、音楽を担当したミクロス・ローザが作曲賞を受賞した。
この作品の完成後、ヒッチコックは何度かイギリスへ行き、バーンスタインと独立系映画製作会社を設立するための打ち合わせをした。その間には再びヘクトと『汚名』の脚本を作成したが、セルズニックはこの作品を自分では作らず、「監督ヒッチコック＝脚本ヘクト＝主演バーグマン」のパッケージにしてRKOに50万ドルで売り、ヒッチコックがプロデューサーを兼任した。物語はナチスのスパイの娘（バーグマン）と彼女に協力を求めるFBIの諜報員（グラント）を主人公にして展開されるが、この作品で先見の明のあるところは、ナチスがウラン鉱石を兵器実験に使うという設定を採用したことである。その設定は広島市への原子爆弾投下よりも前の1945年3月、ヒッチコックとヘクトがカリフォルニア工科大学のロバート・ミリカンを訪ねたあとに脚本に書き加えたが、そのためにヒッチコックは一時的に連邦捜査局（FBI）の監視下に置かれた。撮影は同年10月から1946年2月まで行われ、8月に公開されると興行的成功を収め、批評家から高い評価を受けた。
その次にヒッチコックはセルズニックの下で、ロバート・ヒチェンスの小説が原作の法廷サスペンス『パラダイン夫人の恋』を監督したが、これはセルズニックに無理に押し付けられた仕事であり、作品的にもやる気をそそられなかった。脚本はセルズニックが執筆したが、その日その日で書き進めて撮影現場に届けさせたため撮影はうまく進まず、おまけに作品に対するセルズニックの干渉も増えた。ヒッチコックはそんなセルズニックのやり方が気に食わず、絶え間ない対立で心気症に悩まされた。さらにキャスティングにも悩まされ、とくに主人公のイギリスの弁護士役のグレゴリー・ペックと下男役のルイ・ジュールダンが役柄のイメージに合わず、ミスキャストになってしまったことに弱り果てた。撮影は1946年12月から1947年5月の間に行われ、製作費は400万ドルを超えたが、これはヒッチコックのキャリアの中で2番目に高額な映画となった。同年大晦日に公開されたが批評家の反応は悪く、『ニューヨーク・タイムズ』誌には「陳腐で冗長」と評された。ヒッチコックはこの作品を最後にセルズニックとの契約を終わらせた。

#### 独立とワーナー・ブラザース
ヒッチコックは、バーンスタインと新しく設立した独立系映画製作会社トランスアトランティック・ピクチャーズで監督兼プロデューサーとして映画作りを始め、自分の作りたいものが自由に作れるようになった。その第1作はヒッチコックの最初のカラー映画となる『ロープ』である。この作品は実際に起きたレオポルドとローブによる殺人事件を基にしたパトリック・ハミルトンの戯曲の映画化で、知的なスリルから友人を殺害した2人の青年（ジョン・ドールとファーリー・グレンジャー）を主人公にしている。原作戯曲は舞台の幕が上がってから降りるまでの実際の上演時間に即してドラマを進行させたが、ヒッチコックこれを映画で見せるため、「テン・ミニッツ・テイク」という実験的な撮影手法を試みた。この手法はカメラのマガジンに入るフィルム1巻分（1000フィート＝約10分）ごとにワンショットで撮影し、ショットの切れ目を俳優や小道具のクローズアップでカモフラージュすることで、1本の映画をまるごとワンショットのように見せた。しかし、ヒッチコックはこの手法が「映画はカット割りとモンタージュが重要」だという自身の方法論を否定していたため、「無意味な狂ったアイデアだった」と述べている。作品は1948年に公開されるとさまざまな批評を集めたが、興行的には成功しなかった。
1948年、ヒッチコックはイギリスでトランスアトランティック・ピクチャーズの監督2作目として、バーグマンが主演のコスチューム・プレイ『山羊座のもとに』（1949年9月公開）を撮影したが、この作品は興行的にも批評的にも失敗し、その後トランスアトランティック・ピクチャーズは活動を停止した。この頃にヒッチコックはタレント・エージェント業を行うMCAの顧客のひとりとなった。1949年1月にはトランスアトランティック・ピクチャーズの2本を配給したワーナー・ブラザースと、自らがプロデューサーとして題材や配役などを自由に選べるという条件で、6年半の間に4本の映画を約100万ドルの報酬で作るという契約を結んだ。その第1作である『舞台恐怖症』はジェーン・ワイマンとマレーネ・ディートリッヒが主演し、同年半ばにイギリスのスタジオで撮影した。翌1950年2月に作品が公開されたが、批評家の評価は芳しくなかった。

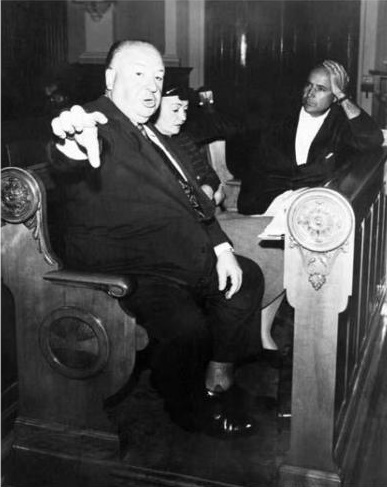
『私は告白する』（1953年）撮影時のヒッチコック。

1949年後半から1950年初めにかけて、ヒッチコックは自由に題材を選べたにもかかわらず、創造力を思うように発揮できずにいた。それでもヒッチコックは大きな富と国際的名声を築き、株や石油の油井の所有、さらにはサンタクルーズに所有する土地でワイン用のブドウを栽培して利益を得た。1950年春にはパトリシア・ハイスミスの小説『見知らぬ乗客』を読んで感銘を受け、自分のエージェントに映画化権の交渉を指示した。ヒッチコックは脚本を書くためにダシール・ハメットに近付いたが実現はせず、次にレイモンド・チャンドラーを雇ったが意見が合わず、9月にチャンドラーを仕事から降ろし、ベン・ヘクトの助手のチェンチ・オーモンドと新しく脚本を書き直した。『見知らぬ乗客』は列車の中で見知らぬ男（ロバート・ウォーカー）から交換殺人を持ちかけられたテニス選手（グレンジャー）が主人公のスリラー映画である。撮影は同年のクリスマスまでに終わり、1951年6月末に公開されると成功を収め、マスコミはヒッチコックのことを「サスペンス・スリラーの巨匠」と呼んだ。
この作品の完成後、ヒッチコックは再び興味をそそられる企画を見つけることができず、新しい作品が作れないのではないかと不安に駆られたが、1952年2月に妻の提案でポール・アンセルムの戯曲『わが二つの良心』が原作の『私は告白する』の脚本に取り組んだ。この作品はローマ・カトリックの司祭（モンゴメリー・クリフト）がゆるしの秘跡の守秘義務により、殺人を告白した男のことを口外することができず、自身が殺人者と疑われるという物語である。撮影は8月から10月の間に行われたが、ヒッチコックは主演のクリフトの過度な飲酒とメソッド演技が気に入らず、2人の協力関係はあまり上手くいかなかった。この作品はユーモアの要素を欠いたヒッチコックの数少ないサスペンス映画の1本だったが、後年にヒッチコックはそれを間違いと見なした。1953年2月に公開されると、『ニューヨーク・ヘラルド・トリビューン』紙の批評家に「本来なら切れ味の鋭いナイフのようなヒッチコックの演出が重苦しく、釈然としない状況で鈍ってしまっている」と評された。
ヒッチコックはワーナー・ブラザースとの契約の最後の作品として、デイヴィッド・ダンカンの小説『ブランブル・ブッシュ』の映画化を企画したが、まもなくそれを諦め、1952年にロンドンとニューヨークで上演されて大ヒットしたフレデリック・ノット原作の舞台劇『ダイヤルMを廻せ!』の映画化に取りかかった。物語は若い妻（グレース・ケリー）の殺人を企て、別の人に殺させようとする元テニス選手（レイ・ミランド）が主人公で、妻が自己防衛から襲撃者を殺してしまうことで事態は複雑になる。撮影は1953年7月から9月の間に行われ、ヒッチコックは「35日間で撮り上げた」と述べている。ワーナー・ブラザースはこの作品を当時流行した3D映画として作らせたが、1954年に公開された時には3D映画の流行はすたれ、ほとんどの劇場では通常の形で上映された。

### キャリアのピーク：1953年 - 1963年

#### パラマウント・ピクチャーズ

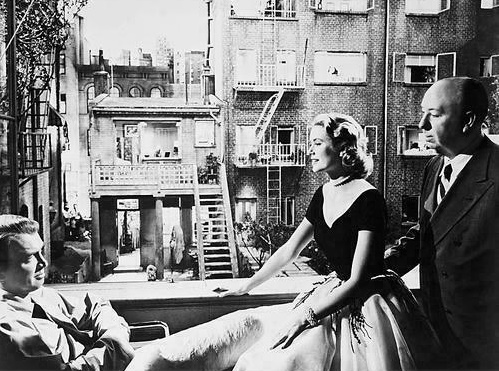
『裏窓』（1954年）撮影時。左からジェームズ・ステュアート、グレース・ケリー、ヒッチコック。

1953年夏、ヒッチコックは自身のエージェントであるMCAのルー・ワッサーマンを介して、パラマウント・ピクチャーズと5本の映画を製作または監督し、その利益に対する歩合と作品の最終的な所有権をヒッチコック側が持つという契約を結んだ。その最初の作品はコーネル・ウールリッチの短編小説が原作の『裏窓』で、放送作家のジョン・マイケル・ヘイズに脚本を依頼した。この作品は足を骨折して車椅子生活を送る写真家（ジェームズ・ステュアート）が、双眼鏡で向かいのアパートの住人たちを観察するうち、そのうちの1部屋で殺人が行われたことに気付くという物語で、前作に続いてグレース・ケリーがヒロインを演じた。撮影は順調に進み、スタッフや俳優との関係も良好だった。ヒッチコックも機嫌が良く、以前のようなエネルギーと創作への熱意を取り戻し、後年には「この頃は自分のバッテリーがほんとうにフルに充電されていると思った」と述べている。1954年8月に公開されると好評を博し、公開から2年間で興行収入は1000万ドルを超えた。第27回アカデミー賞ではヒッチコックが監督賞にノミネートされた。
1954年初め、ヒッチコックはパラマウントの重役の勧めでデイヴィッド・ドッジの小説が原作の『泥棒成金』の製作を始めた。この作品は宝石泥棒の疑いをかけられた元泥棒（グラント）と、彼と恋したアメリカ人女性（ケリー）が主人公のロマンチックなサスペンスで、ビスタビジョンを使用したワイドスクリーン映画として作られた。ヒッチコックは前作で組んだヘイズと脚本を書き、初夏に物語の舞台となるフランスのリヴィエラでロケ撮影をした。翌1955年8月に公開されると北米だけで450万ドルの利益を出したが、批評家の意見は分かれた。

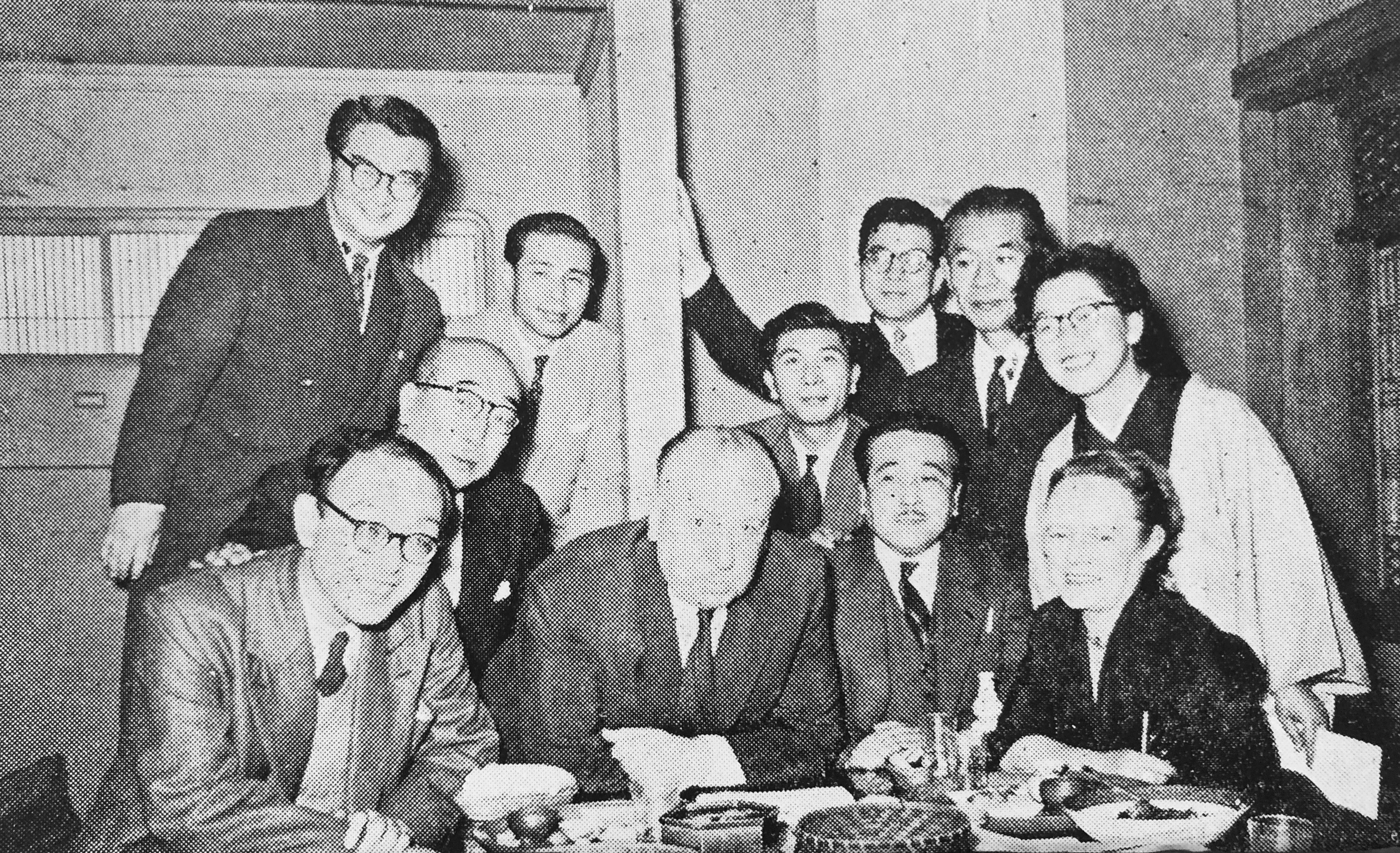
1955年12月、『ハリーの災難』の宣伝のためヒッチコックは初来日した。江戸川乱歩、淀川長治、植草甚一、双葉十三郎らとともに。

『泥棒成金』の撮影中、ヒッチコックはヘイズにジャック・トレヴァー・ストーリーの短編小説が原作の『ハリーの災難』の脚本を依頼した。この作品はバーモント州の田舎を舞台に、ハリーの死で罪の意識を感じた町の人たちを描くブラック・コメディである。撮影は1954年後半に行われ、1955年10月に公開された。ヒッチコックは日本を含む世界各地を旅して宣伝に努めたが、フランス以外の国では客入りは悪く、批評も芳しくなかった。
1955年4月20日、ヒッチコックはロサンゼルス郡裁判所でアメリカ合衆国の市民権を取得した。それまでにはジェームズ・ステュアートとドリス・デイが主演の次回作『知りすぎていた男』の脚本をヘイズと作成した。この作品は『暗殺者の家』のリメイクだが、プロットにはさまざまな変更を付け加えており、後年にヒッチコックは「最初のイギリス版（『暗殺者の家』）はなにがしかの才能のあるアマチュアがつくった映画だったが、リメークのアメリカ版（『知りすぎていた男』）はプロがつくった映画だった」と述べている。撮影は同年7月までに行われ、1956年5月に公開されると興行的成功を収め、公開から1週間のうちにその年のアメリカで最高の興行収入を出した。

#### テレビへの進出

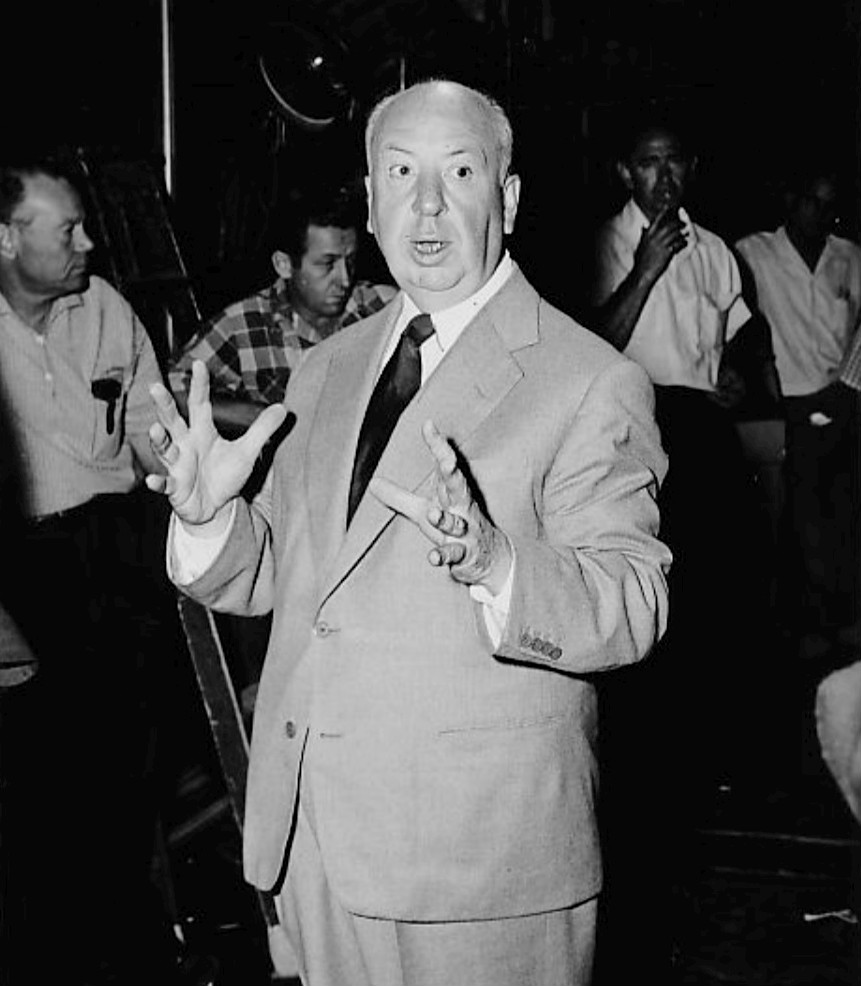
『ヒッチコック劇場』撮影時のヒッチコック（1955年）。

1955年、ヒッチコックはワッサーマンから自身のテレビシリーズを手がけることを勧められ、『知りすぎていた男』の撮影完了後にCBSとの間で30分のテレビシリーズ『ヒッチコック劇場』を作り、1エピソードにつき12万9000ドルのギャラを受け取るという契約を結んだ。ヒッチコックはジョーン・ハリソンとシリーズを作るための製作会社シャムリー・プロダクションを設立し、2人ですべてのエピソードの原作と主題を選定した。製作総指揮は元秘書でいくつかの作品の脚本に参加したハリソンが担当し、ヒッチコックは製作と監修を担当しながら、毎回番組の前後で口上を述べるホスト役として出演した。『ヒッチコック劇場』は1955年10月2日に放送開始し、7年間にわたり放送されたあと、1962年から1965年までは1時間枠の『ヒッチコック・サスペンス』として放送された。ヒッチコックはこれらのシリーズで合わせて18話のエピソードを演出した。
『ヒッチコック劇場』は非常に収益性が高く、放送当初から最も人気のある番組のひとつとなった。ヒッチコックもホスト役での出演で認知度を高め、その名を最もポピュラーなものにした。番組のタイトルシークエンスは、シャルル・グノー作曲の「操り人形の葬送行進曲」をテーマ曲に、ヒッチコック自身の手描きによる線画の自画像に横顔のシルエットがフレームインしてきておさまるという趣向で、そのあとに始まるヒッチコックの口上はユーモアにあふれ、ポーカーフェイスで飄々とした語り口で喋るのが特徴的だった。
ヒッチコックはテレビでの成功を受けて、自身の名前を使用した短編小説集をいくつか刊行した。その中には『テレビで演出することができなかった物語』『母親が私に語らなかった物語』というタイトルのものが含まれていた。これらの本はヒッチコック責任編集の名目で刊行されたが、自身の署名による序文は別人が代作しており、ヒッチコックは名前の使用だけで印税を受け取った。また、ヒッチコックは1956年にHSD出版社から刊行された犯罪と探偵小説専門の月刊雑誌『アルフレッド・ヒッチコックス・ミステリー・マガジン（AHMM）』にも自身の名前を使うことを許可した。ヒッチコックの本の外国語版は年間最大10万ドルの収入をもたらしたが、さらに映画の興行的成功やテレビ契約などでも大きな利益を獲得し、1956年のヒッチコックの収入は400万ドルを超えた。
ヒッチコックの次の監督映画は『間違えられた男』（1956年12月公開）である。この作品は過去にワーナー・ブラザースと交わしていた、同社との契約終了後にギャラを貰わずに1本映画を監督するという約束を果たすために作った作品である。それはマクスウェル・アンダーソンが1953年に『ライフ』誌に掲載した実話を基にしており、ナイトクラブのミュージシャン（ヘンリー・フォンダ）が警察の軽率な判断によって強盗犯にでっちあげられて逮捕され、裁判にかけられる姿を描いている。撮影は1956年3月から6月の間に行われたが、ヒッチコックは実話通りに物語を展開するため、マンハッタンなど実際に事件が起きた場所でロケ撮影を行い、ドキュメンタリー・タッチのモノクロ作品にすることでリアリティを高めた。しかし、その作風はヒッチコック作品としては異色なものであり、従来の作品に見られたユーモアや独特のスタイルに欠けていたためにあまり評価されなかった。その完成後の1956年夏には、アフリカを舞台にしたローレンス・ヴァン・デル・ポストの小説『フラミンゴの羽根』の映画化を企画し、南アフリカで撮影場所の視察をしたが、製作費や原住民のエキストラの調達などで問題が生じたため企画を放棄した。

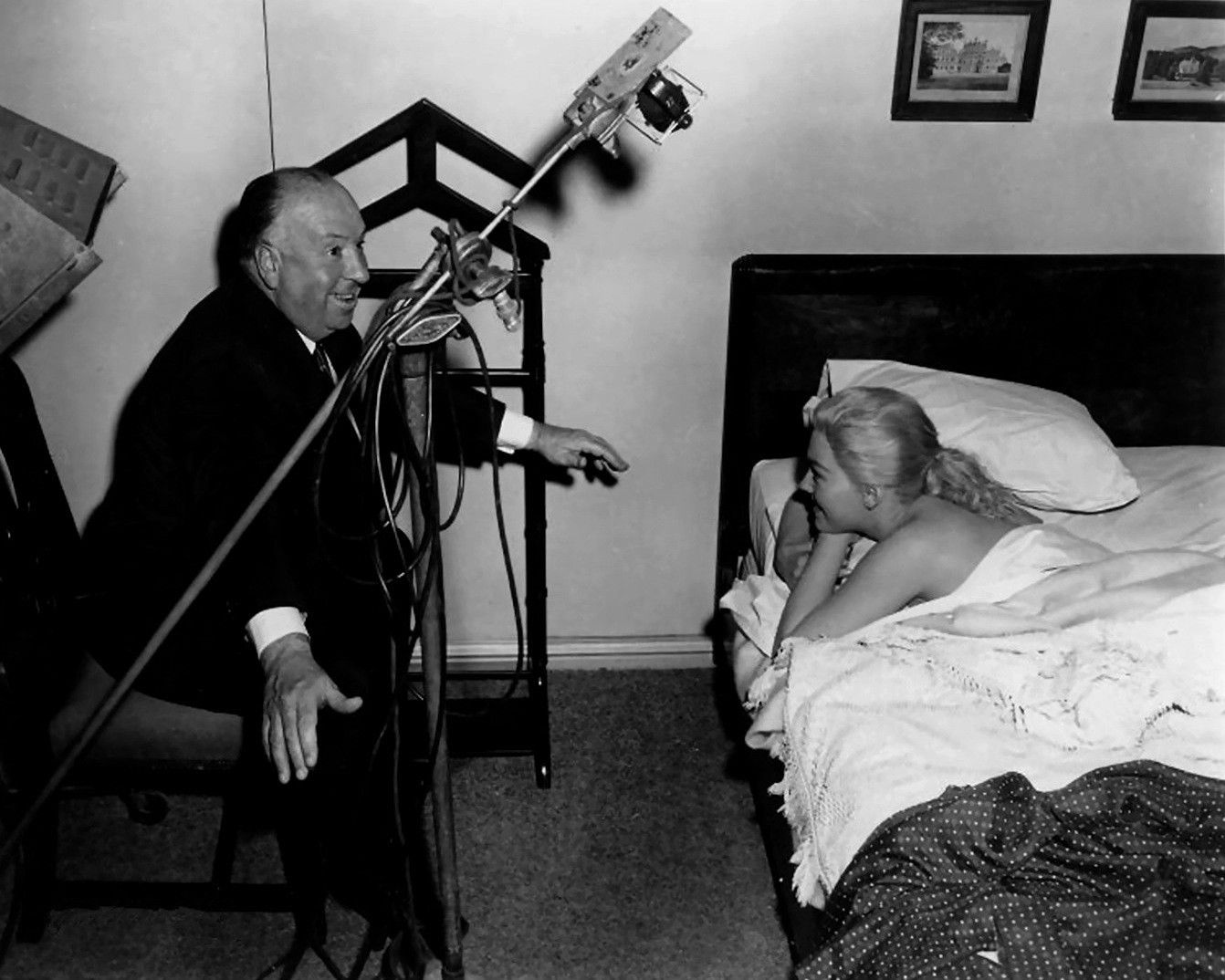
『めまい』（1958年）撮影時のヒッチコックとキム・ノヴァク。

1957年1月、ヒッチコックは長年抱えていたヘルニアの悪化で手術を受けた。3月には今度は胆石の痛みに苦しみ、その除去手術を受けた。体調が回復すると、1956年後半から次回作に企画していたボワロー＝ナルスジャックのミステリー小説『死者の中から』が原作の『めまい』をパラマウント・ピクチャーズで製作し、9月から12月の間にスタジオと北カリフォルニアのロケで撮影を行った。物語は高所恐怖症で警察を辞めた元刑事（ステュアート）が主人公で、自殺を企てた友人の妻（キム・ノヴァク）を救ったのがきっかけで彼女に夢中となるが、その執着は悲劇につながる。この作品は現代では古典的作品に位置付けられているが、1958年の公開当時は興行的に成功せず、また賛辞の批評も少なく、『バラエティ』誌の批評家には「テンポが遅すぎて長すぎる」と評された。 2012年に発表されたイギリスの映画誌『サイト・アンド・サウンド』による批評家の投票では、史上最高の映画に選出された。
ヒッチコックは『めまい』の次に作る映画として、ハモンド・イネスの小説『メリー・ディア号の遭難』の映画化を企画し、そのためにMGMと契約を結んだ。ヒッチコックはアーネスト・レーマンと仕事に取り組んだが、主題が扱いにくくて脚本作りがうまくいかず、レーマンにその代わりに「ヒッチコック映画の決定版をつくりたい」「ラシュモア山の大統領たちの顔の上で大追跡場面を撮りたい」と言ったことからオリジナル脚本の『北北西に進路を取れ』を作ることになり、レーマンは『めまい』のプリプロダクション中の1958年8月から脚本に取り組み始めた。この作品はスパイの陰謀に巻き込まれ、全米を転々としながら犯してもいない殺人の容疑を晴らすために奮闘する広告マン（グラント）が主人公のスパイ・スリラーで、構想通りにアメリカ時代のヒッチコック作品を総括するような作品となった。撮影は同年8月に開始し、翌1959年初めには編集作業に入った。MGMの重役は136分に及ぶ完成版の上映時間が長すぎるとしてカットを要求したが、ヒッチコックは契約で作品の最終決定権を保証されていたため、それを拒否することができた。1959年8月のラジオシティ・ミュージックホールでの初公開は成功し、公開から2週間で40万ドルを超える興行収入を記録した。

#### 『サイコ』と『鳥』

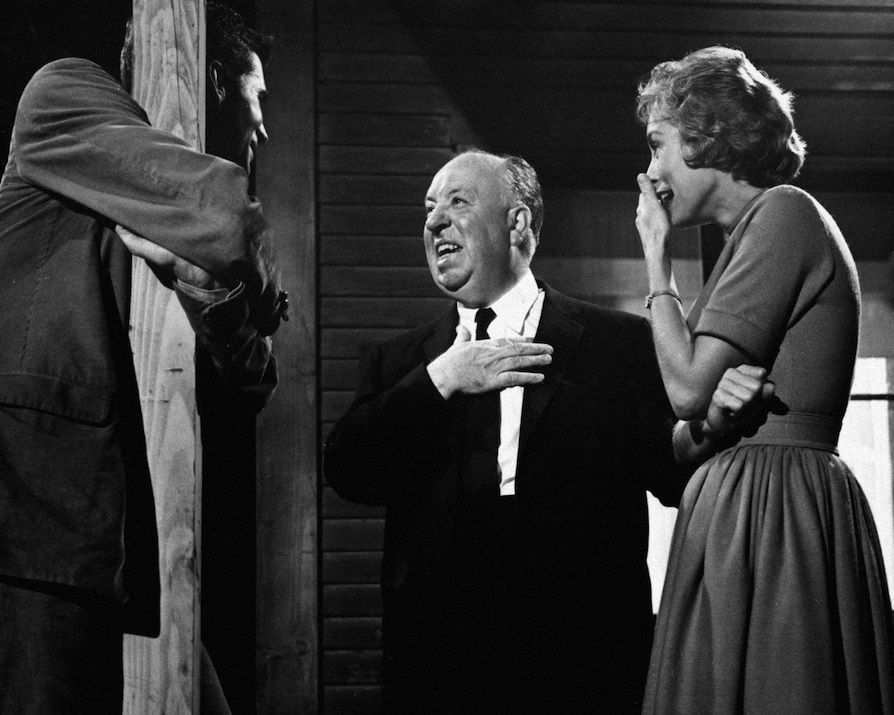
『サイコ』（1960年）撮影時。左からアンソニー・パーキンス、ヒッチコック、ジャネット・リー。

1959年4月、ヒッチコックは『北北西に進路を取れ』の次回作にヘンリー・セシル・レオンの小説『判事に保釈なし』の映画化を企画し、主演にオードリー・ヘプバーンを予定したが、実現には至らなかった。同年盛夏までには、実話に基づくロバート・ブロックの小説が原作の『サイコ』を代わりの次回作に決め、ジョセフ・ステファノに脚本を依頼した。後年にヒッチコックは、原作の「シャワーを浴びていた女が突然惨殺されるというその唐突さ」だけで映画化に踏み切ったと述べている。しかし、パラマウントの重役は「母親の服を着て、騒ぎを起こす狂人のばかばかしい話」だとして映画化を渋ったため、ヒッチコック自身が製作費を負担し、同社が配給のみを行うという条件で製作が決定した。ヒッチコックはできるだけ短期間かつ低予算で作品を完成させるため、『ヒッチコック劇場』で経験したテレビの早撮りの手法とテレビのスタッフを活用した。撮影は1959年11月から1960年1月の間にレヴュー・スタジオで行われたが、ヒッチコックは作品の内容が漏れないようにするため撮影を極秘のうちに進めた。
ヒッチコックはこの作品のために、自らが出演する予告編を作成したり、内容を口外しないように求める広告を出したりして大がかりな宣伝キャンペーンを展開し、初めて映画館で途中入場を禁止する興行方針を定めた。1960年4月からはこの作品の宣伝とプレミアの出席のため、アルマと世界一周旅行を兼ねて日本や香港、イタリア、フランスなどを訪れた。6月に一般公開されると批評家や観客の間でさまざまな反響を呼び、その年で最も観客を動員し、物議を醸した映画となった。製作費が約80万ドルに対して、興行収入は1500万ドルを記録し、ヒッチコックのキャリアの中で最も収益性が高い映画となった。公開当時の批評家の多くは好意的な批評を与えなかったが、後にその意見は翻った。第33回アカデミー賞では5度目の監督賞ノミネートを受けた。後年に『サイコ』は最も有名なヒッチコック作品と言われ、とくにシャワールームでの殺人シーンは映画史上の名場面に数えられ、さまざまな研究や分析がなされた。

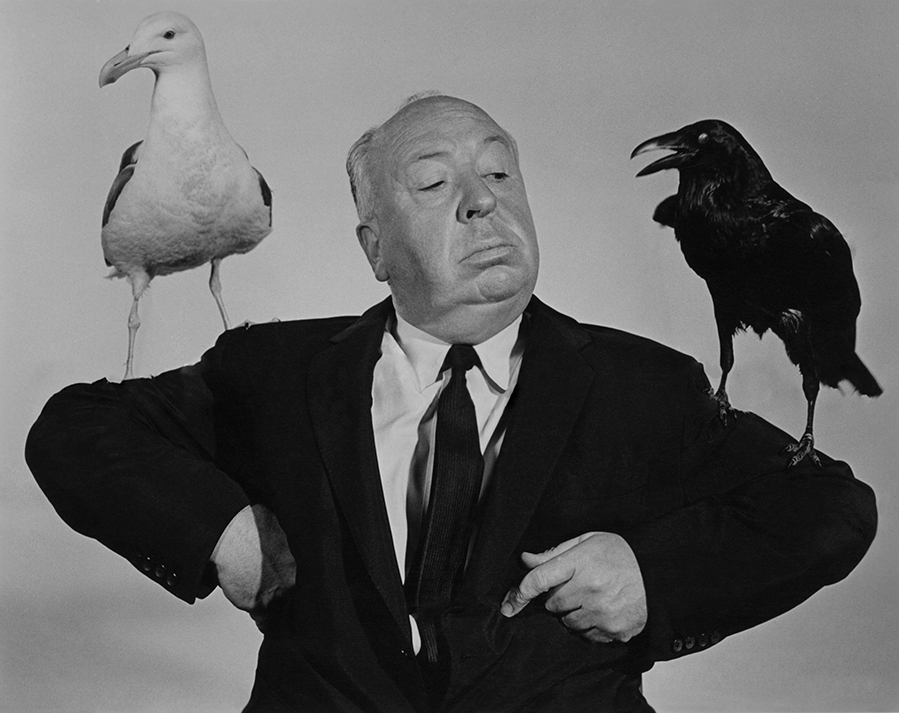
『鳥』（1963年）の宣伝写真のヒッチコック。

ヒッチコックは『サイコ』の次作として、ロベール・トマの戯曲『罠』の映画化や、原爆投下の使命を帯びた飛行士が主人公の『星の村』、ディズニーランドを舞台にしたサスペンス『盲目の男』を企画したが、いずれも実現はしなかった。1961年8月、ヒッチコックはすでに映画化権を購入していたダフニ・デュ・モーリエの小説『鳥』の映画化を決め、原作からは「ある日突然、鳥が人間を襲う」というアイデアだけをいただき、エヴァン・ハンターと脚本を作成した。1962年2月にはMCAの子会社となったユニバーサル・ピクチャーズと5本の映画を作る契約を結び、スタジオ内の広々とした専用のオフィスに移転した。それと同時にヒッチコックはMCAとの契約で、自身が所有する『サイコ』と『ヒッチコック劇場』のすべての権利と引き換えに、MCAの約15万株を手に入れ、同社で3番目の大株主になった。
『鳥』はユニバーサルとの契約の1本目であり、1962年3月から7月の間に撮影が行われた。主演にはヒッチコックがテレビCMで見かけた元モデルの新人ティッピ・ヘドレンを起用したが、後年にヘドレンは撮影中にヒッチコックからセクハラを受けていたことを明らかにした。ヘドレンの自伝またはスポトーの伝記によると、ヒッチコックはヘドレンが男性俳優と交流したり触れたりすることを禁じたり、彼女だけに聞こえるように卑猥なことを言ったり、スタッフに彼女の行動を見張らせたりしたという。『鳥』は1963年3月に公開され、興行収入は最初の数か月で1100万ドルをあげたが、批評家と観客の意見は賛否両論となった。

### キャリア後期：1965年 - 1980年

#### 『マーニー』

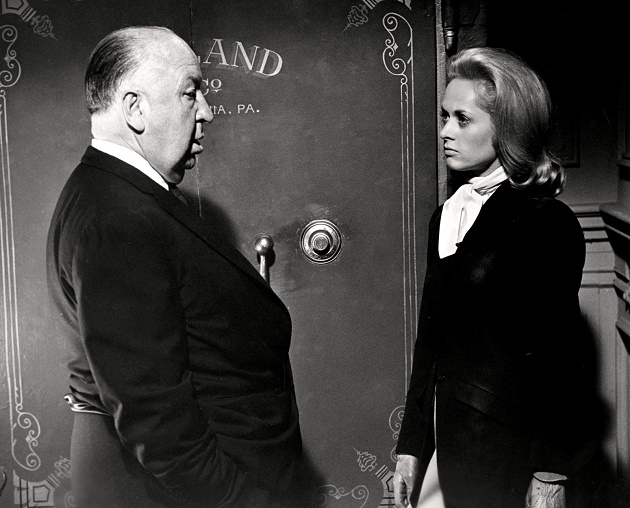
『マーニー』（1964年）撮影時のヒッチコックとティッピ・ヘドレン。

『鳥』の次の作品となった『マーニー』は、ウィンストン・グレアムの同名の小説が原作で、1960年に出版された時に映画化権を手に入れていた。『鳥』撮影中の1962年3月には、すでに引退してモナコ王妃となっていたグレース・ケリー主演でこの作品を映画化することを考えていたが、ケリーとの交渉は上手くいかず、代わりにヘドレンを再び起用した。この作品は窃盗癖のある女性（ヘドレン）と、その異常性に魅かれて彼女を愛する男性（ショーン・コネリー）が主人公の心理的なメロドラマである。ヒッチコックは脚本をハンターに依頼したが、のちにジェイ・プレッソン・アレンにまったく別のアプローチで改稿させた。ヒッチコックはこの作品のために、愛犬の名前にちなんで名付けた新しい製作会社ジェフリー・スタンリー・プロダクションを設立し、1963年9月に撮影を始めた
その撮影中、ヒッチコックのヘドレンに対するセクハラはエスカレートした。ヘドレンによると、ヒッチコックはメイク部に自分のためにヘドレンの顔をかたどったマスクを作らせるよう要求したり、ヒッチコックの部屋と隣のヘドレンの控え室の間に扉を作って直接行き来できるようにしたりしたという。スポトーによると、1964年2月末のある日には、ヒッチコックは控え室でヘドレンに性的関係を求め、やがてヘドレンのキャリアを台無しにすると脅迫めいたことを言ったという。それ以来ヒッチコックはヘドレンに話しかけるのを拒み、第三者を通じてコミュニケーションをとった。そのうえ作品に対する興味も失くし、技術上のディティールやスクリーン・プロセスやセットの使い方などにも注意を払わなくなった。
1964年7月に作品は公開されたが、批評家の反応は概ね批判的で、その意見の多くは技術的な稚拙さと異常心理を極端に単純化した点の古臭さを指摘した。『ニューヨーク・ヘラルド・トリビューン』誌は「気の毒なほど時代遅れで、情けないほど愚直―まったくの期待はずれである」と評した。作品は興行的にも失敗し、スポトーはこの作品でヒッチコックが「大衆の支持を失った」と述べている。ある新聞にはヒッチコックが「現代の観客の心をつかみそこなったばかりか、いっそう嘆かわしいことに、あのテクニックとユーモアまで失ってしまった」と書き立てられた。ユニバーサル・ピクチャーズからも失敗を繰り返さぬよう横槍が入り、この次の作品に企画したジェームス・マシュー・バリーの戯曲『メアリー・ローズ』の映画化も、会社の反対で実現しなかった。さらにジョン・バカンのスパイ小説『三人の人質』の映画化や、イタリアの脚本家コンビのアージェ＝スカルペッリのオリジナル・シナリオで『R・R・R・R』を撮ることも企画したが、これらも実現には至らずに終わった。

#### キャリアの衰退と復活

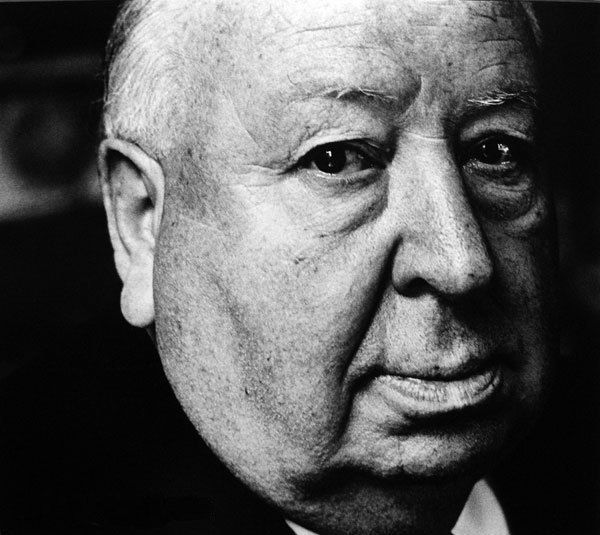
晩年のヒッチコック（1972年にジャック・ミッチェルが撮影）

3本の企画が流れたあと、ヒッチコックはイギリスの外交官ドナルド・マクリーンとガイ・バージェスがソ連に亡命した事件をもとにしたスパイ・スリラー『引き裂かれたカーテン』を作ることに決めた。1965年5月にヒッチコックはブライアン・ムーアと脚本に取り組んだが、スクリプトにはいくつかの問題があり、執筆作業は7月に撮影を始めてからも続けられた。主演にはユニバーサルの要求でポール・ニューマンとジュリー・アンドリュースを起用したが、彼らに支払われた莫大なギャラのせいで予算は切り詰められ、創作面にお金を使いたかったヒッチコックは2人のギャラと配役に不満を表明し、作品へのやる気も失った。1966年夏に作品は公開されたが不評を集め、それまでのヒッチコック作品に見られた上質なサスペンスやウィットがなく、精彩を欠いた作品と見なされた。『タイム』誌には「なんと、ヒッチコックがどんなに優れたタッチを披露しても、もはや優れたヒッチコック映画はできないのだ」と評された。
1966年末、ヒッチコックはイギリスの殺人犯ネヴィル・ヒースを題材にした『狂乱と万華鏡』を企画し、旧友のベン・W・レヴィにスクリプトの作成を手伝わせた。この作品は偏執狂で同性愛者の殺人犯が主人公にしていたが、ユニバーサルはその物議を醸す内容と描写のために映画化を拒否し、ヒッチコックは企画を棚に上げることになった。1967年いっぱい、ヒッチコックは1本も映画を作ることはなく、ほとんど自宅に引きこもるような生活を送った。翌1968年夏にはユニバーサルの提案で、レオン・ユリスの小説に基づく冷戦時代のスパイ・スリラー『トパーズ』を監督することにしたが、ユリスが書いた脚本は満足のいくものではなく、サミュエル・テイラーに書き直しを依頼した。撮影はプリプロダクションが完全に終わらないうちに始まり、各シーンの撮影の2、3日前にそのシナリオを書くという具合で進められた。1969年12月に作品は公開されたが、観客や批評家からは失望ともいえる評価を受け、ヒッチコック自身も「みじめ作品だった」と述べている。

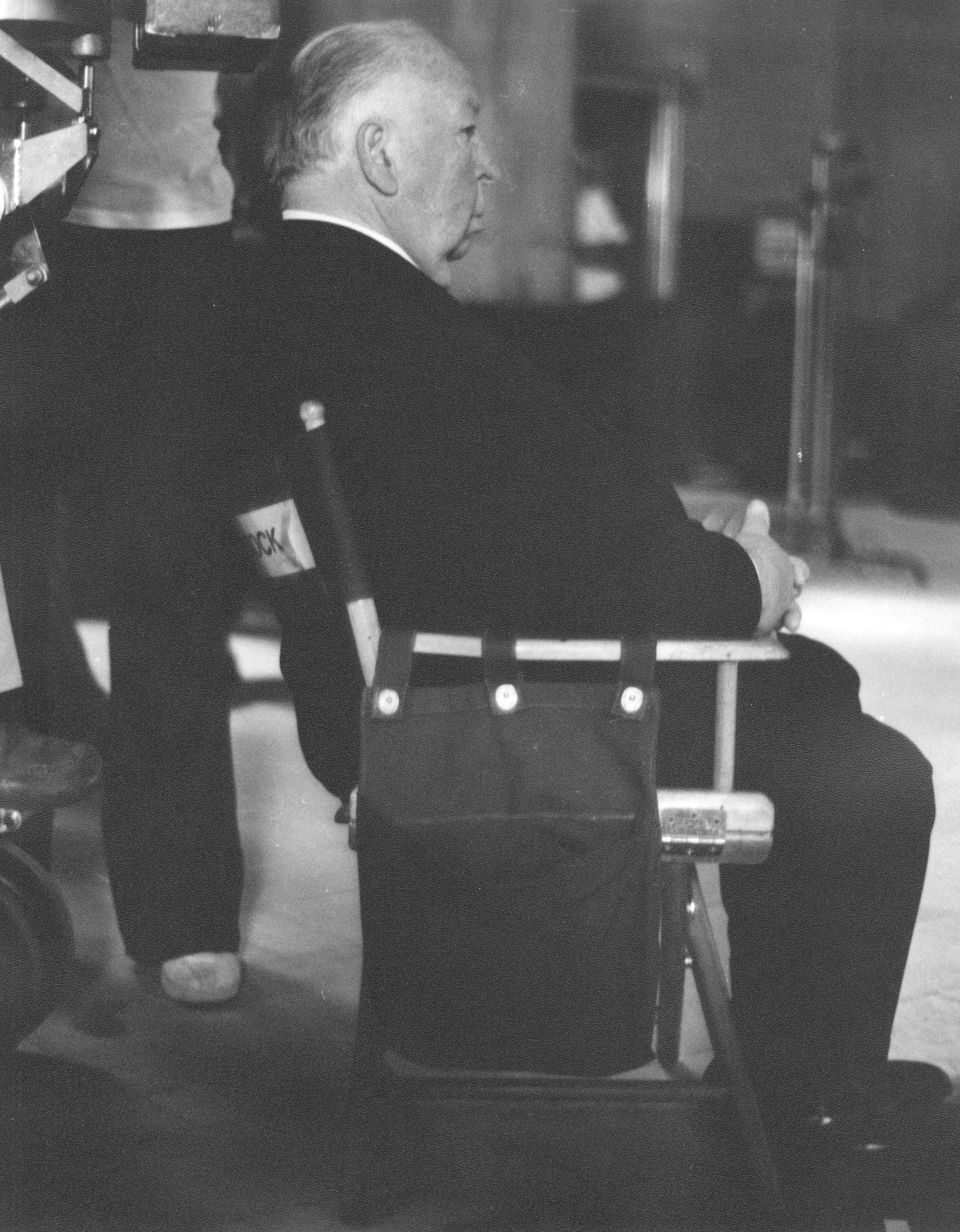
1975年夏にサンフランシスコで『ファミリー・プロット』（1976年）を撮影するヒッチコック。

作品が3本続けて失敗したヒッチコックは、1970年に自身をたてなおすための新しい主題を探し求め、やっとロンドンで女性を襲う偏執狂の連続殺人犯を描くアーサー・ラ・バーンの小説『Goodbye Piccadilly, Farewell Leicester Square』が原作の『フレンジー』の監督を決定し、『狂乱と万華鏡』を思い起こすような物語を撮ることを表明した。脚本はアンソニー・シェーファーが執筆し、1971年にロンドンと近郊のパインウッド・スタジオで撮影されたが、ヒッチコックにとっては約20年ぶりのイギリスでの作品となった。1972年の第25回カンヌ国際映画祭での初公開は成功し、ヒッチコックはスタンディングオベーションを受けた。この作品は高い成功を収め、北米で650万ドルの利益を出した。批評家にも晩年のキャリアの傑作と見なされ、ロジャー・イーバートは「サスペンスの巨匠、昔の調子を取り戻す」と述べ、『タイム』誌は「ヒッチコックはまだまだ好調」と評した。
1973年、全米各地ではヒッチコック作品の回顧上映が行われ、ヒッチコック自身もさまざまな栄誉や称賛を受けるようになった。この年にヒッチコックはヴィクター・カニングの小説『階段』の映画化権を購入し、アーネスト・レーマンと脚本執筆を始めたが、その最中に心臓発作を起こし、ペースメーカーを付けることになった。脚本執筆は1年を要し、最終的にタイトルは『ファミリー・プロット』に決定した。会社は主演にジャック・ニコルソンとライザ・ミネリを提案したが、ヒッチコックはスターに高いギャラを払うことを拒否したため、代わりにバーバラ・ハリスとブルース・ダーンを起用した。撮影は1975年に行われたが、その間にヒッチコックは疲労困憊し、関節炎の痛みにも苦しみ、ポストプロダクションは別の人物に任せた。1976年4月に公開されると、多くの批評家から好意的な評価を受け、『ニューヨーク・タイムズ』誌には「機知に富んだ、肩のこらない愉快な作品…ひさびさに楽しいヒッチコック作品」と評された。

#### 晩年と死去

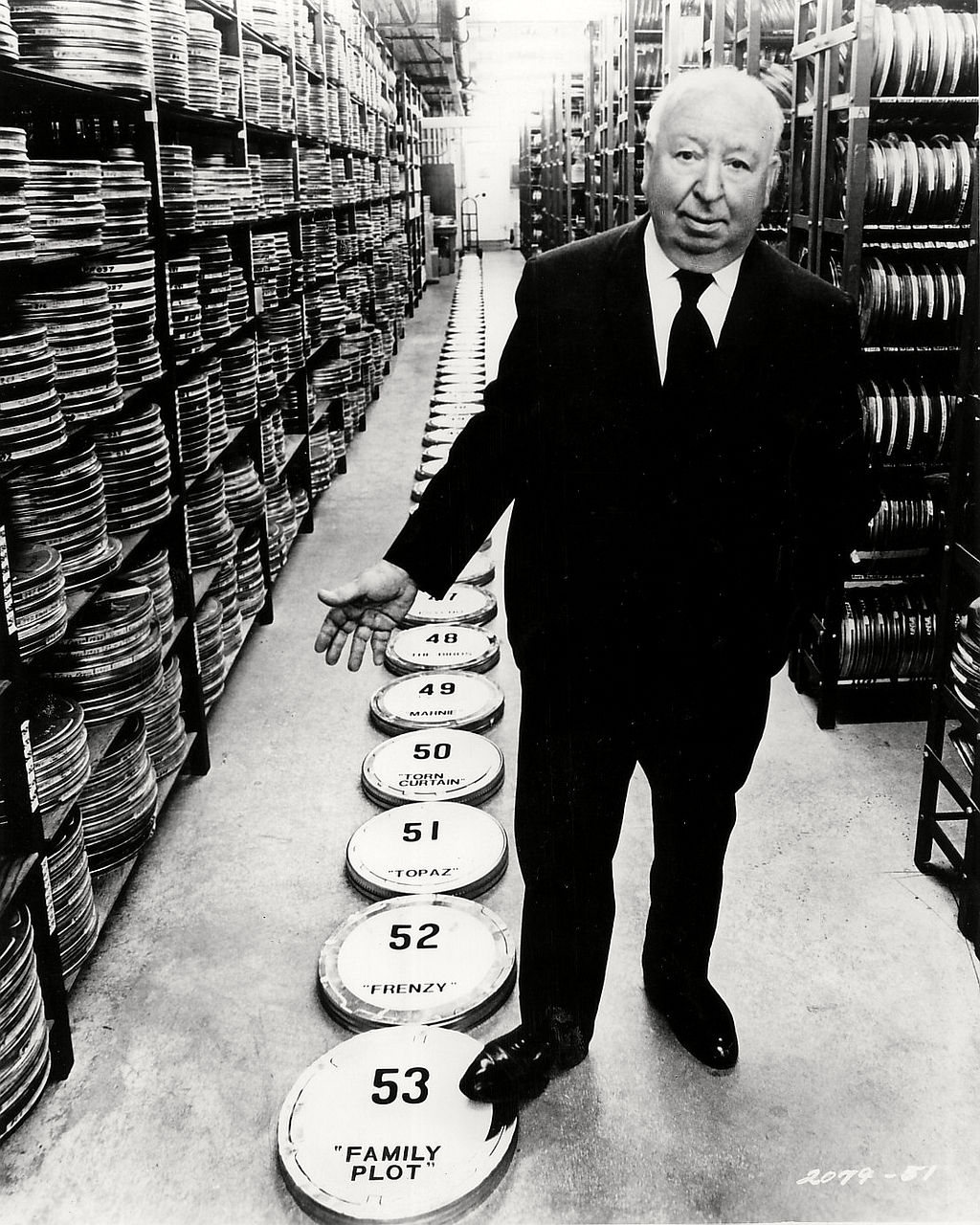
1976年頃のヒッチコック。

晩年のヒッチコックは体力が衰え、関節炎で杖を必要とするほど歩行が困難になり、コルチゾン注射を受けた。それでもヒッチコックは毎日オフィスに車で行き、次回作に取りかかろうとした。その作品はイギリス人の二重スパイのジョージ・ブレイクの実話に基づくロナルド・カークブライドの小説『みじかい夜』の映画化で、1977年にジェイムズ・コスティガンに脚本を依頼したが、2人の協力関係はすぐに終わった。次にレーマンに脚本を依頼し、その出来上がりに一度は満足したが、1978年秋には3人目の脚本家デヴィッド・フリーマンを雇って書き直しをさせた。しかし、ヒッチコックは身体の衰弱で精神的に混乱し、アルコールを乱用するようになった。友人のヒューム・クローニンによると、当時のヒッチコックは「これまで以上に悲しんでいて、ひとりぼっちになっていた」という。
1979年3月7日、ヒッチコックはアメリカン・フィルム・インスティチュート（AFI）から生涯功労賞を受賞した。受賞祝賀会の模様はテレビ中継されたが、ヒッチコックのスピーチは事前に収録したもので、そのために1週間前からアルコールを断って体調を整えていた。同年5月、ヒッチコックは『みじかい夜』を作ることを断念し、ユニバーサル・ピクチャーズのスタジオ内にある自分のオフィスを閉鎖した。12月にはイギリス女王エリザベス2世により1980年の新年叙勲者が発表され、ヒッチコックは大英帝国勲章のナイト・コマンダー（KBE）の勲位を授与された。ヒッチコックは健康状態の悪化のためロンドンでの式典に出席することができなかったため、1980年1月3日にユニバーサル・ピクチャーズのスタジオで駐米英国総領事から認証書を受け取った。そのあとに記者から「なぜ女王陛下に認めてもらうのにこんなに時間がかかったのか」と質問されると、ヒッチコックは「うっかり見落とされていたんでしょう」と答えた。
ヒッチコックは人生の最後の数か月を、ベルエアの自宅のベッドに寝たきりで過ごした。ヒッチコックが最後に公に姿を見せたのは1980年3月16日のAFI生涯功労者の授賞式で、その年の受賞者を紹介するための映像に出演した。同年4月29日午前9時17分、ヒッチコックは腎不全のため80歳で亡くなった。翌日にビバリーヒルズのグッドシェパード・カトリック教会で葬儀が行われ、ルー・ワッサーマンがスピーチを行い、フランソワ・トリュフォー、ジャネット・リー、カール・マルデン、ルイ・ジュールダン、メル・ブルックス、ティッピ・ヘドレンなど600人が参列した。ヒッチコックの遺体は火葬に付され、5月10日に灰が太平洋にまかれた。2000万ドルと見積もられたヒッチコックの財産は、妻のアルマと娘のパトリシア、そして3人の孫娘に遺贈された。

## 作風
ヒッチコックはキャリアを通して、主にサスペンスまたはスリラーのジャンルに位置付けられる作品を監督した。キャリア初期にあたる1920年代のサイレント映画時代から1930年代前半のトーキー時代にかけては、サスペンスやスリラー以外にもメロドラマやコメディ、文芸映画などのジャンルも手がけているが、『暗殺者の家』以後は『スミス夫妻』を除く全作品がサスペンスまたはスリラーである。ヒッチコックの作品には「ヒッチコック的なもの」「ヒッチコックらしさ」が読み取れるほどの独自のスタイルやテーマ、サスペンスの演出技巧、モチーフが見られ、それらは「ヒッチコック・タッチ」と呼ばれている。この作風は『下宿人』で確立し、サイレントからトーキーにかけてさまざまな映画的実験や技法の実験を試みながら独自のスタイルを追求し、ハリウッドに移るまでにひとつの芸術的様式として完成された。ヒッチコック自身は「イギリス時代のわたしの仕事はわたしの映画的本能を刺激し、よびさまし、育成した…イギリス時代は映画的感覚を解放し、アメリカ時代は映画的思考を充実させたと言ってもいいかもしれない」と述べている。

### 影響

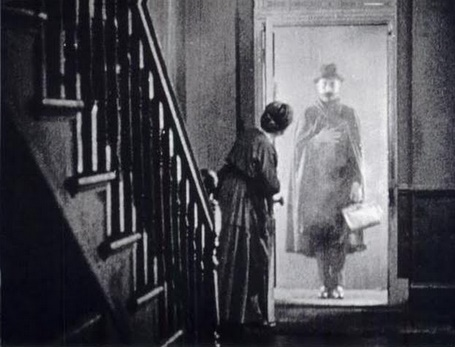
『下宿人』（1927年）はドイツ表現主義映画の影響を強く受けた作品であり、それは影を強調した照明などに見られる。

ヒッチコックは初期の映画製作者であるジョルジュ・メリエス、D・W・グリフィス、アリス・ギイの影響を受けたと述べている。1920年代にはセルゲイ・エイゼンシュテイン監督の『戦艦ポチョムキン』（1925年）やフセヴォロド・プドフキン監督の『母』（1926年）などのソビエト・モンタージュ派の作品を見て、モンタージュの技術を学んだ。さらにルイス・ブニュエル監督のシュルレアリスム映画『アンダルシアの犬』（1928年）をはじめ、ルネ・クレール監督の『幕間』、ジャン・コクトー監督の『詩人の血』（1930年）など、1920年代後半から1930年頃のフランスのアヴァンギャルド映画の影響も受けている。ヒッチコックがサスペンス映画を撮るようになったのは、自身が愛読したエドガー・アラン・ポーの小説の影響が大きく、「わたしはどうしても自分が映画の中でやろうとしたことと、ポーが小説の中でしたことを、くらべたくなってしまう」と述べている。
1920年代のドイツ表現主義映画も、ヒッチコックの作品に大きな影響を与えた。ドイツ表現主義映画は、独特のキアロスクーロや編集技法、奇抜な構図やアングルなどの視覚的効果の強いスタイルで、第一次世界大戦後の混乱した社会や不安を表現したことで知られ、ヒッチコックはそれらの作品から1シーンの中で緊張感を作り出す方法、画面内に強い印象を与える表現を生み出す要素、光と影や人物とセットの関係の扱い方など、多くのことを学び取った。ヒッチコックは1920年代の助監督時代にドイツで仕事をした時に表現主義映画を学んだが、とくにF・W・ムルナウの作品から強い影響を受けており、彼の作品から移動撮影やキアロスクーロを学び、後年には「言葉なしで物語を語ることを学んだのはムルナウからでした」と述べている。実際にヒッチコックのモノクロ作品では、必要以上に影を強調して、不安や恐怖感を盛り上げる表現主義的な照明効果を採り入れており、その技法は「ヒッチコック・シャドゥ」と呼ばれた。また、『汚名』『見知らぬ乗客』『サイコ』などの後期モノクロ作品では、表現主義的な不安定でゆがんだイメージを与える映像を採り入れている。

### サスペンスの演出

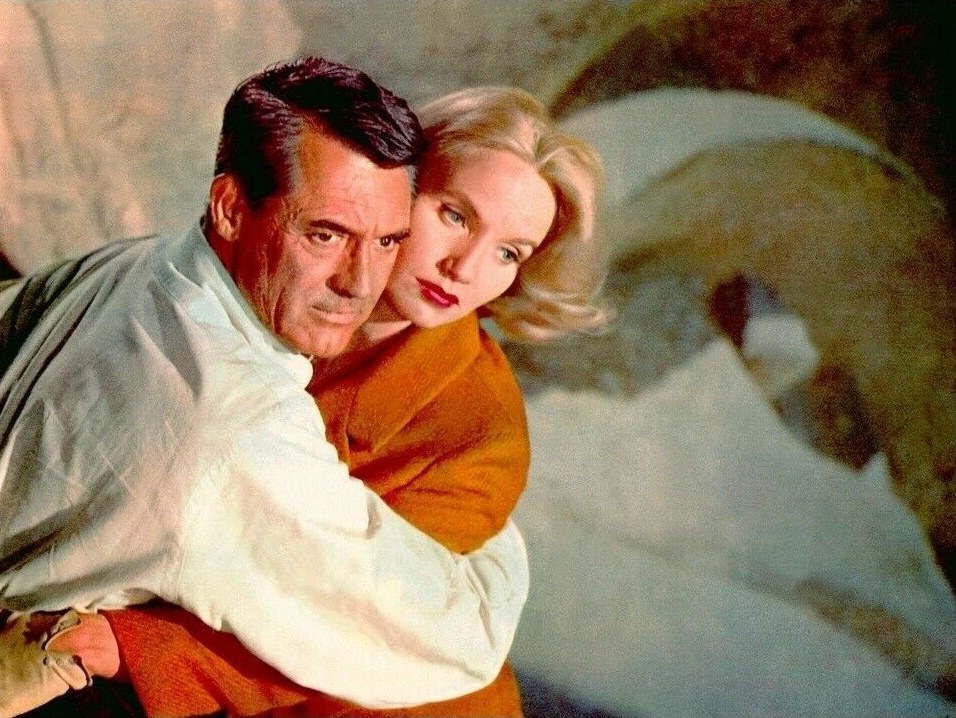
『北北西に進路を取れ』（1959年）では、トウモロコシ畑で主人公が農薬散布用飛行機に追われるシーンや、ラシュモア山でのクライマックスなど、サスペンスを高める状況が次々に展開されるが、その物語の随所にはユーモアが織り込まれている。

「サスペンスの巨匠」と呼ばれたヒッチコックは、映像の特性を活用してサスペンスを高める手法を追究した。ヒッチコックはサスペンスの基本的要素を不安や恐怖などのエモーションと見なし、それを強く感じさせるドラマチックなシチュエーションを作り、それを作品中で持続させることで、観客に緊張感を与え続けることを映画作りの鉄則とした。このようなシチュエーションを作るために、ヒッチコックはリアリティにこだわったり、物語の辻褄を合わせるために必要なシーンを付けたりすることはせず、例え不自然でデタラメだと思われても、あり得ないようなことや偶然の連続からプロットを組み立てた。また、緊張が持続するサスペンスの中に適度なユーモアを入れることで恐怖を和らげ、緊張とリラックスを並置させた。
ヒッチコックのサスペンスは、観客にだけ知らされる状況とそれを知らない登場人物の行動との間のギャップによって生まれる。ヒッチコックは「観客がすべての事実を知ったうえで、はじめてサスペンスの形式が可能になる」と主張し、あらかじめ犯人や犯行を示したり、観客にだけこれから登場人物の身に起きる恐怖の状況を告知したりして物語を展開した。『ライフ』誌のインタビューでは、「10分後に爆発する時限爆弾が仕掛けられた部屋で3人の男が無駄話をする」というシチュエーションを例に出してこのサスペンス演出を説明した。それによると、観客も登場人物も爆弾のことを知らない場合、くだらない会話が10分間続いたあとに爆発が起き、それで観客を驚かせるだけで終わってしまうが、観客にだけ10分後に爆発することを知らせた場合は、ヒッチコック曰く「爆発寸前になって一人の男が『ここを出よう』というと、観客の誰もがそうしてくれと願う。ところが別の男が『いや、ちょっと待て。まだコーヒーが残ってる』と引き留める。観客は心の中で嘆息をつき、頼むから出ていってくれとハラハラする」という緊迫感のあるシチュエーションが生まれるという。
こうしたサスペンス演出を実践した主な作品に『知りすぎていた男』と『サボタージュ』が挙げられる。『知りすぎていた男』では演奏会で重要人物を暗殺する計画を立てた一味が殺し屋に、シンバルが打ち鳴らされる瞬間に撃てと教え、そのレコードを繰り返し聞かせるシーンがあるが、映画評論家の双葉十三郎はそれが「観客が先に覚えてしまうぐらい丁寧である」といい、演奏会のシーンになると「観客はどこで撃つかがわかっているので、演奏の進行につれてぐんぐんとサスペンスがたかまってゆく」と述べている。『サボタージュ』では少年が包みの中に時限爆弾が仕込まれていることを知らずにそれを持ち運ぶシーンがあるが、ヒッチコックは街頭の時計を何度も写して爆発の時刻が迫っていることを観客に知らせ、そこに少年が道草を食ったり、少年の乗るバスが信号で進まなかったりするシーンを入れることで、観客の緊迫感を盛り上げている。
ヒッチコックはサスペンスの緊迫感を持たせるために、さまざまな事柄を登場人物の視線から描き、観客を登場人物に同化（観客が登場人物の身に置かれ、その人物の気持ちになって見てしまうように仕向けること）させた。そのような効果を与えるために、ヒッチコックはカメラで人物を真正面からクローズアップでとらえ、切り返して人物の視線から対象をとらえるという演出を行った。『裏窓』『サイコ』『マーニー』などでは、観客と人物の視線を一致させることで、観客をのぞき行為をする登場人物の共犯者となる役割に置いた。とくに『裏窓』では望遠鏡でのぞき見をする主人公のクローズアップとその視線から対象をとらえた映像を交互につなぎ、観客の見ているものと主人公の見ているものを同じにすることで、観客をのぞき行為をする主人公の立場に置き、彼に感情移入できるような趣向にしている。
ヒッチコックは多くの作品に「マクガフィン」と呼ばれるプロット・デバイスを採り入れている。マクガフィンはサスペンスを生み出すプロットを展開するためのきっかけとして便宜上設けられたアイテムであり、登場人物にとっては重要らしいものであっても、作り手のヒッチコックや観客にとっては何の意味のないものである。マクガフィンの主な例は、『三十九夜』の国家機密の戦闘機の技術、『バルカン超特急』の暗号文を潜ませたメロディ、『海外特派員』の講和条約の秘密条項、『汚名』のワイン瓶の中のウラニウム、『北北西に進路を取れ』のマイクロフィルムやカプランという名の架空のスパイである。ヒッチコック作品のマクガフィンは、物語の中で主人公や敵が追い求めるものであるが、それ以上の重要性や意味はなく、それ自体が何であるかは作品の途中や終盤でそれとなく明かされるだけである。

### テーマ

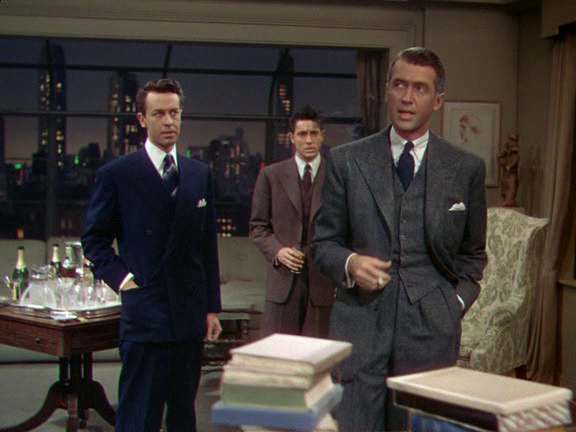
『ロープ』（1948年）では二重性のテーマが扱われており、完全犯罪を試みた2人の若者とそれを告発する教師が、分身同士のような存在として描かれている。

ヒッチコックが繰り返し用いたテーマに、「間違えられた男（無実の罪を着せられる男）」が挙げられる。それは無実の男性主人公が突然身に覚えのない事件に巻き込まれ、その犯人と間違われ、警察やスパイに追われながら、無実を証明するために真犯人や謎を探し求めるという物語で展開される場合が多く、その例は『三十九夜』『第3逃亡者』『逃走迷路』『泥棒成金』『北北西に進路を取れ』などに見られる。ヒッチコックはこのテーマを多用した理由について、「観客により強い強烈な危機感をひき起こすから」と述べている。映画評論家の筈見有弘は、このテーマの見方を変えると「アイデンティティを失った人物がそれをとりもどそうとする旅が主題といえる」と述べている。間違えられた男の物語では、主人公がさまざまな場所を移動しながら犯人を追うというシチュエーションをとるが、その場所は有名な観光地や施設であることが多く、それを単に背景としてだけでなく、サスペンスを高めるためにその地の特色を生かして使用した。
もうひとつの頻出するテーマとして、秩序と混沌との間で分裂した人格のせめぎ合いがあり、それは「二重性（ダブル）」という概念で知られている。二重性は主人公と犯人のふたりが、同じ人物の表と裏であることや、二重人格もしくは分身同士であることを示しており、その例は『疑惑の影』の叔父と姪、『ロープ』の2人の犯人の若者と教師、『見知らぬ乗客』のガイとブルーノなどに見られる。トリュフォーも「殺人犯と濡れ衣を着せられた無実の人間は表裏一体の関係にある」と述べ、そこからヒッチコック作品に「人間の聖なる面と罪ある面との葛藤」という主題を見出している。また、トリュフォーは間違えられた男の主人公も「潜在的に犯意を持った人間」であると主張し、そこからヒッチコック作品に一貫して原罪や罪悪感のモチーフが見られると指摘している。
ヒッチコックはホモセクシュアリティの主題を扱ったことで知られ、少なくとも10本の作品にその微妙な言及が見られる。とくにホモセクシュアルを描いた作品として頻繁に指摘されるのが『殺人!』『ロープ』『見知らぬ乗客』の3本であり、エリック・ロメールとクロード・シャブロルによると、『殺人!』では道徳的観点から、『ロープ』では現実主義的観点から、『見知らぬ乗客』では精神分析的観点から、それぞれホモセクシュアリティの問題を描いているという。映画批評家のロビン・ウッドによると、ヒッチコックはキャリアの中でゲイの俳優と仕事を共にしていたにもかかわらず、ホモセクシュアリティに対して複雑な感情を持っていたという。クィア映画研究者の菅野優香も、ヒッチコックを「ホモセクシュアルに対して複雑かつ矛盾する反応を示し続けた作家」であると主張し、ホモセクシュアリティに関するヒッチコックの反応は「ホモフォビア（同性愛嫌悪）とホモエロティシズムが奇妙に混じりあう両義的なもの」であると述べている。
スパイの諜報や、精神病質の傾向があるキャラクターによる殺人も、ヒッチコック作品でよく取り扱われるテーマである。悪役や殺人者は、知的で人間的魅力のある友好的な人物として描かれることが多く、ヒッチコックはそれが「映画のドラマの緊張をささえる重要な条件」と述べている。いくつかの作品では、観客が悪役や殺人者の立場に身を置いてしまうように描いている。ヒッチコックが子供時代から抱いた警察に対する怖れは、しばしば作品に現れるモチーフでもある。ヒッチコックは多くの作品で警察を好意的に扱わず、大抵は無実の主人公を追っかけたり、真相を話しても信用しなかったり、事件のカギを何も掴めなかったりするなど、頼れない存在として描いている。その警察が使う手錠は、警察への恐怖や奪われた自由の象徴として、多くの作品で用いた小道具である。これ以外に頻出する小道具には、カオスや人間の破滅の象徴として登場する鳥（その例は『第3逃亡者』『サボタージュ』『鳥』などに見られる）や、皮肉な効果を出すために殺人や不気味さと結び付けるようにして登場する料理（その例は『ロープ』『フレンジー』に見られる）がある。

### 撮影・編集技法

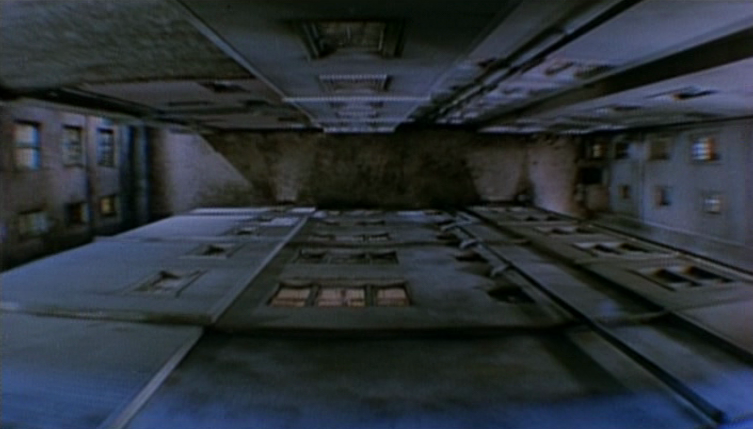
『めまい』（1958年）ではドリーズームを使用して、高所恐怖症の主人公が下を見た時にめまいを覚える瞬間を表現した。

ヒッチコックはカメラが全景をとらえてから対象に接近していくトラックアップという移動撮影法を多用した。その有名な使用例は、『第3逃亡者』のダンスホールの全景から犯人のドラマーの顔へと接近するまでをワンショットでとらえたクレーンショット、『汚名』の俯瞰で写した大広間の全景からイングリッド・バーグマンの手に握られた鍵のクローズアップへと接近するワンショット、『サイコ』の町の全景から情事が行われているホテルの窓へと接近する導入部のショットである。トリュフォーはこの撮影法による「最も遠くから最も近くへ、最大から最小へ」という表現の仕方が、ヒッチコック映画の法則のひとつであると述べている。こうした移動効果の応用として、『めまい』ではカメラをトラックバックさせながらズームアップすることで、めまいを覚えるような歪んだ映像を表現するドリーズーム（めまいショット）という技法を創出した。
ヒッチコックはキャリアを通じて、さまざまな映像合成技術を使用した。イギリス時代の作品では、鏡とミニチュアを使って人物が大きなセットの中を動き回っているような映像効果を出すシュフタン・プロセスを採り入れ、『恐喝』の大英博物館での追跡シーンや、『暗殺者の家』のロイヤル・アルバート・ホールでのシーンなどに使用した。リア・プロジェクション（スクリーン・プロセス）をよく使用したことでも知られたが、この技法は主に群衆シーン、列車や自動車などのシーン、『海外特派員』の飛行機の墜落や『見知らぬ乗客』のメリーゴーランドの暴走などのスペクタクルなシーンで使用されている。また、『逃走迷路』『裏窓』『めまい』の人物が高所から転落するシーンなどでは、トラベリング・マットによる背景と映像を合成する技術を使用した。この技術では合成画面の輪郭に青みがかったしみが出てしまうという欠点があったが、『鳥』ではそれを解決するためにウォルト・ディズニー・スタジオが開発した新しい合成技術ナトリウム・プロセスを採り入れ、鳥が人間を襲うシーンの合成画面で使用した。
編集技法では、異なる場所で撮られたシーンを交互につなぐカットバックを、サスペンスを盛り上げる技法として多用した。似たような形のもの同士や、同じような動きをしたもの同士でショットをつなぐマッチカットも多用しており、その例は『北北西に進路を取れ』で主人公がヒロインを崖から引き上げると、寝台列車内のショットに切り替わるというラストシーンや、『サイコ』でジャネット・リーの瞳と排水孔をディゾルブでつないだシーンに見られる。また、トラッキングショットを使わずに連続的なジャンプカットで焦点距離を変化させることで、対象に近づいたり離れたりするアキシャルカットも多用しており、その有名な使用例として『鳥』で眼をくりぬかれた農夫の死体を大中小のショットで近づいて見せるシーンが挙げられる。

### 女性の描写

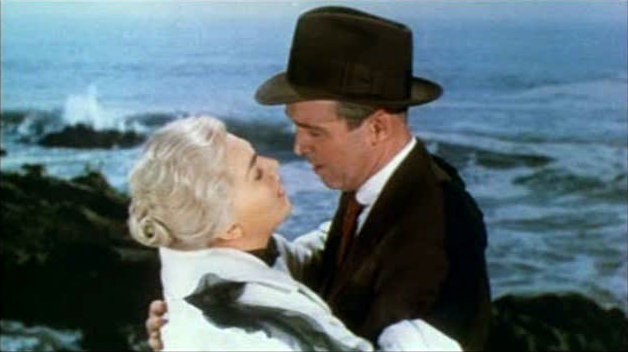
『めまい』（1958年）でキム・ノヴァクが演じたヒロインは、ヒッチコックが好む金髪のクールな女性の典型例である。

ヒッチコックの女性の描写は、さまざまな学術的議論の対象となってきた。フェミニスト映画理論家のローラ・マルヴィは1975年に発表した論文「視覚的快楽と物語映画」で「男性のまなざし」という概念を紹介し、ヒッチコック作品における観客の視線は、異性愛者の男性主人公の視線と同じであるとし、そこから男性観客が女性の登場人物をのぞき見るという視覚的快楽が提供されていると述べている。菅野はヒッチコックの女性の描き方について、「単に美的対象とするだけでなく、その不安、苦痛、恐怖を女性観客が後味の悪さをもって感知するように仕向けた」と述べている。
ヒッチコック作品のヒロインには、多くの作品で何度も繰り返して描かれる特徴的なタイプが存在する。それは「クール・ブロンド」と呼ばれる、洗練された金髪のクールな美女である。クール・ブロンドの女性たちは知的な雰囲気を持ち、表面は冷たそうで慎ましやかに装っているが、内面には燃えたぎるような情熱や欲情を秘めている。映画評論家の山田宏一は、彼女たちがセックスを好み、結婚相手をつかまえることにかけては本能的に天才的であると指摘しているが、ヒッチコック自身はこうしたヒロインたちの行動原理を「マンハント（亭主狩り）」と定義し、多くの作品にヒロインが結婚に向けて男性を誘惑するプロットを採り入れている。

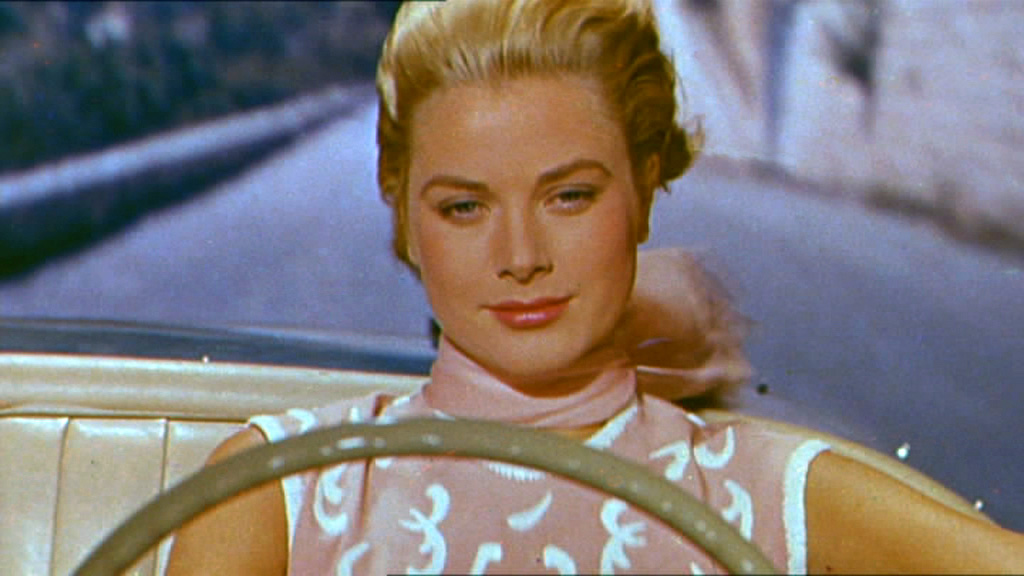
『泥棒成金』（1955年）でクール・ブロンドのヒロインを演じたグレース・ケリーは、ヒッチコックの理想の女性像に最も合致する女優だった。

ヒッチコックはヒロイン役に、クール・ブロンドのイメージに合致する金髪の女優を好んで起用した。例えば、『三十九夜』『間諜最後の日』のマデリーン・キャロル、『レベッカ』『断崖』のジョーン・フォンテイン、『白い恐怖』『汚名』『山羊座のもとに』のイングリッド・バーグマン、『ダイヤルMを廻せ!』『裏窓』『泥棒成金』のグレース・ケリー、『知りすぎていた男』のドリス・デイ、『めまい』のキム・ノヴァク、『北北西に進路を取れ』のエヴァ・マリー・セイント、『サイコ』のジャネット・リー、『鳥』『マーニー』のティッピ・ヘドレンである。とくにグレース・ケリーは、ヒッチコックが求める理想的な女性のイメージに最も合致する女優であり、ヒッチコックは彼女のイメージを「雪をかぶった活火山（外側は冷たいが、内面は燃えたぎっている女という意味）」と表現した。
ヒッチコック作品に登場する女性たちは、しばしば危険な状況や恐怖のどん底に陥ったり、事件に巻き込まれたり、時には死に追いやられるなどして酷い目に遭うことが多い。その描写のために一部識者からは女性の価値を見下していると批判されたが、これに対してスポトーは、むしろヒッチコックは女性を『汚名』や『裏窓』のヒロインのように、愛のために進んで多くの危険を冒す勇敢な人物として描いていると主張している。山田も、女性たちは事件に巻き込まれると逃げるのではなく、事件の核心に迫り、犯人を刺激して犯罪を誘発させ、その結果事件を解決へと導いていると指摘している。
このような女性の描き方には、ヒッチコックの女性の好みが反映されている。ヒッチコックは「私自身に関して言えば、自分の性的魅力をいっぺんに晒け出してしまわない女性が好きだ。つまり、人を惹きつける特徴があまり表に出ないような人が好き」と述べている。トリュフォーのインタビューでは、「わたしたちの求めている女のイメージというのは、上流階級の洗練された女、真の淑女でありながら、寝室に入ったとたんに娼婦に変貌してしまうような、そんな女だ」と述べているが、トリュフォーはその好みが「かなり特殊」で「個性的な発想」であると述べている。ヒッチコック作品の女性に金髪が多いのも、ヒッチコックが金髪女性を好んだからであるが、スポトーによると、『快楽の園』のヴァージニア・ヴァリや『下宿人』のジューン・トリップなどのブルネットの女優は、ヒッチコックの意向で金髪に変えられたという。その一方で、ヒッチコックはマリリン・モンローやブリジット・バルドーのようなセックスをむき出しにしたグラマー女優を「繊細さを欠いていて、まるでニュアンスがない」と言って好まなかった。

### カメオ出演
ヒッチコックは自分の作品にワンショットだけ小さな役でカメオ出演したことで知られている。ヒッチコックのカメオ出演は、『下宿人』で不足していたエキストラを補充するために自身が出演する必要に迫られたことがきっかけで、新聞社の編集室で背を向けて座る人として出演したことから始まった。それ以来、ヒッチコック曰く「まったくのお遊びのつもり」で、30本以上の作品に通行人や乗客などの役どころで顔を出した。例えば、『見知らぬ乗客』では大きなコントラバスを抱えて列車に乗り込む人、『ダイヤルMを廻せ!』では同窓会の記念写真に写る人、『裏窓』では作曲家の部屋で時計のねじを巻く人、『北北西に進路を取れ』ではバスに乗り遅れる人、『鳥』ではペットショップから2匹の子犬を連れて出てくる人、『ファミリー・プロット』ではガラスに映るシルエットとして出演した。カメオ出演はヒッチコックのユーモア精神のあらわれであり、その名前と顔を有名なものにした。作品の中でヒッチコックの姿を探すことは観客の楽しみになったが、そのせいで物語に集中できなくなるのを防ぐため、後年の作品には最初の数分で出演するように心がけた。

### 製作方法

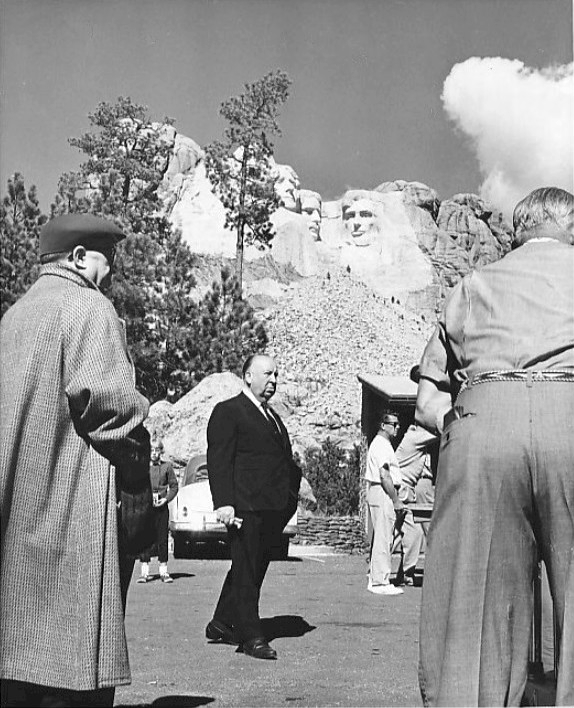
『北北西に進路を取れ』のラシュモア山での撮影におけるヒッチコック（1959年）。

ヒッチコックの作品は娯楽文学や大衆小説を原作としたものが多いが、それを映画化する時は小説の文学性にとらわれず、自分が気に入った基本的なアイデアだけを採用し、あとは自分の感性に合うように内容を作り変えた。脚本を自分だけで書くことは少なく、大抵は他の脚本家と一緒に執筆したが、脚本家として自分の名前をクレジットタイトルに出すことはしなかった。ヒッチコックと何度もコンビを組んだ主な脚本家には、サイレント映画時代のエリオット・スタナード、イギリス時代のチャールズ・ベネット、ヒッチコックの元秘書のジョーン・ハリソン、アメリカ時代のベン・ヘクトやジョン・マイケル・ヘイズがいる。ヒッチコックは脚本について「よきにつけ、あしきにつけ、全体をわたしなりにつくりあげなければならない」と述べているが、筈見によると、ヒッチコックが個性のはっきりした一流脚本家と仕事を共にしたにもかかわらず、完成した作品はまったくヒッチコックのものになっているという。
脚本が完成すると、すぐに撮影に取りかかるのではなく、1ショットごとにキャラクターの設定やアクション、カメラの位置などをスケッチした詳細な絵コンテを作成し、撮影前までに頭の中で作品の全体像ができあがっているようにした。ヒッチコックはこうした紙の上ですべてのシーンを視覚化する作業を、実際に撮影を行うことよりも重要な作業と見なした。そのため紙の上で映画が完成すると、ヒッチコックの仕事は終わったも同然となり、撮影は単にすべてを具現化するだけの作業となった。映画全体を頭の中に入れていたため、撮影中に脚本を見たり、カメラを覗き込んだりすることはしなかった。製作スタッフには自分の気に入った人物や、自分が望むことを理解している人物を起用した。その主なスタッフに、イギリス時代のカメラマンのジャック・E・コックス、アメリカ時代にチームを組んだカメラマンのロバート・バークス、編集技師のジョージ・トマシーニ、衣裳デザイナーのイーディス・ヘッド、作曲家のバーナード・ハーマン、タイトル・デザイナーのソウル・バスがいる。
ヒッチコックは「俳優なんてのは家畜と同じだ」と発言したことで知られている。ヒッチコックは俳優を映画の素材の一部と見なし、俳優の個性や演技力は求めず、カメラの前で演技らしいことをしないよう求めた。ヒッチコックはトリュフォーに「（俳優は）いつでも監督とカメラの意のままに映画のなかに完全に入りこめるようでなければならない。俳優はカメラにすべてをゆだねて、カメラが最高のタッチを見いだし、最高のクライマックスをつくりだせるようにしてやらなければならない」と述べている。実際にマーガレット・ロックウッドやアン・バクスターは、撮影中にヒッチコックが最小限の指示しか与えず、俳優の演技にあまり注意を払わなかったと証言している。また、ジェームズ・メイソンは、ヒッチコックが俳優を「アニメ化された小道具」と見なしていたと述べている。ヒッチコックはお気に入りの俳優と何度も仕事を共にしており、その主な俳優に4本の作品に主演したジェームズ・ステュアートとケーリー・グラント、3本の作品でヒロインを演じたイングリッド・バーグマンとグレース・ケリー、出演回数が最多の6本のレオ・G・キャロルがいる。

## 人物

### 妻と娘

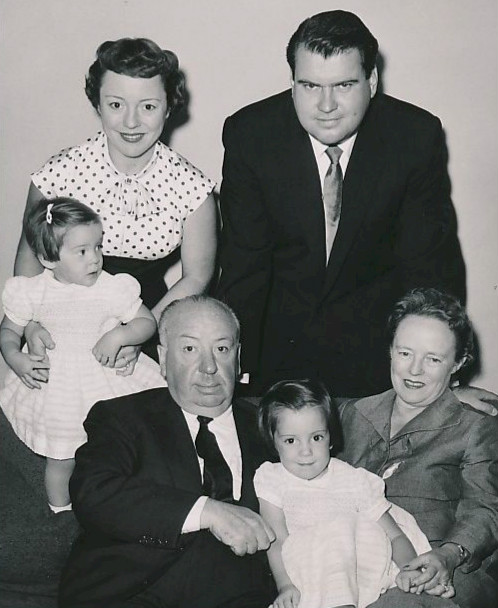
ヒッチコックと家族（1955年）。左上から反時計回りに、娘のパトリシア、孫のテリー、ヒッチコック、孫のメアリ・オコンネル、妻のアルマ、義理の息子（パトリシアの夫）のジョゼフ・E・オコンネル。

ヒッチコックはフェイマス・プレイヤーズ＝ラスキー時代の1921年に、将来の妻となるアルマ・レヴィルと初めて出会った。アルマはヒッチコックと1日違いで生まれ、16歳頃から編集技師やスクリプターとして働いていた。ヒッチコックは1923年からアルマと仕事を共にし、翌1924年にベルリンで『与太者』を撮影したあと、イギリスへ戻る船上でアルマに婚約し、それから2年後に結婚した。2人は1980年4月にヒッチコックが亡くなるまで連れ添ったが、その2年後の1982年7月6日にアルマも後を追うように亡くなっている。
ヒッチコックはアルマのことを、「人柄は快活で、表情が曇ることは決してない。しかも有効な助言を惜し気もなく与えるとき以外には無駄口を一切きかない」と述べている。アルマはヒッチコックの映画作りの最も身近な協力者であり、いくつかの夫の作品で脚本や編集、スクリプトを担当した。ヒッチコックは映画製作のあらゆる点でアルマの意見を重視し、彼女に脚本や最終編集の助言を求めたり、配給前の完成作品の最終チェックをさせたりした。ヒッチコックとアルマは相性の良い夫婦だったが、夫婦と親しい人物が述べているように、2人は夫と妻というよりも仕事上のパートナーの間柄だった。また、カール・マルデンは、ヒッチコックがアルマを精神安定剤のような存在と見なし、すべてのことを彼女でバランスをとっていたと述べている。ヒッチコックはAFI生涯功労賞の受賞スピーチで、アルマを「わたしに最も大きな愛情と理解と勇気をあたえてくれ、終始変わらぬ協力を惜しまなかった4人…一人は映画の編集者、一人はシナリオライター、一人はわたしの娘のパット（パトリシア）の母親、一人は家庭料理に最も見事な奇跡をおこなった類いまれなる料理人です。この4人の名前はアルマ・レヴィルといいます」と称えた。
1928年に生まれたパトリシア・アルマ・ヒッチコックは、ヒッチコックとアルマの一人娘である。パトリシアは女優になり、ヒッチコック作品にも『舞台恐怖症』で端役、『見知らぬ乗客』で主人公の恋人の妹役、『サイコ』でジャネット・リーの会社の同僚役で出演したほか、『ヒッチコック劇場』にもいくつかのエピソードに出演した。また、『ヒッチコック・ミステリー・マガジン』の副編集長も務めた。パトリシアは1952年にアメリカの実業家のジョゼフ・E・オコンネルと結婚し、2人の間にはヒッチコックの孫娘にあたるメアリ・オコンネル（1953年4月17日生）、テレサ（1954年7月2日生）、キャスリーン（1959年2月27日生）が生まれた。

### 性格・趣味嗜好・体型など

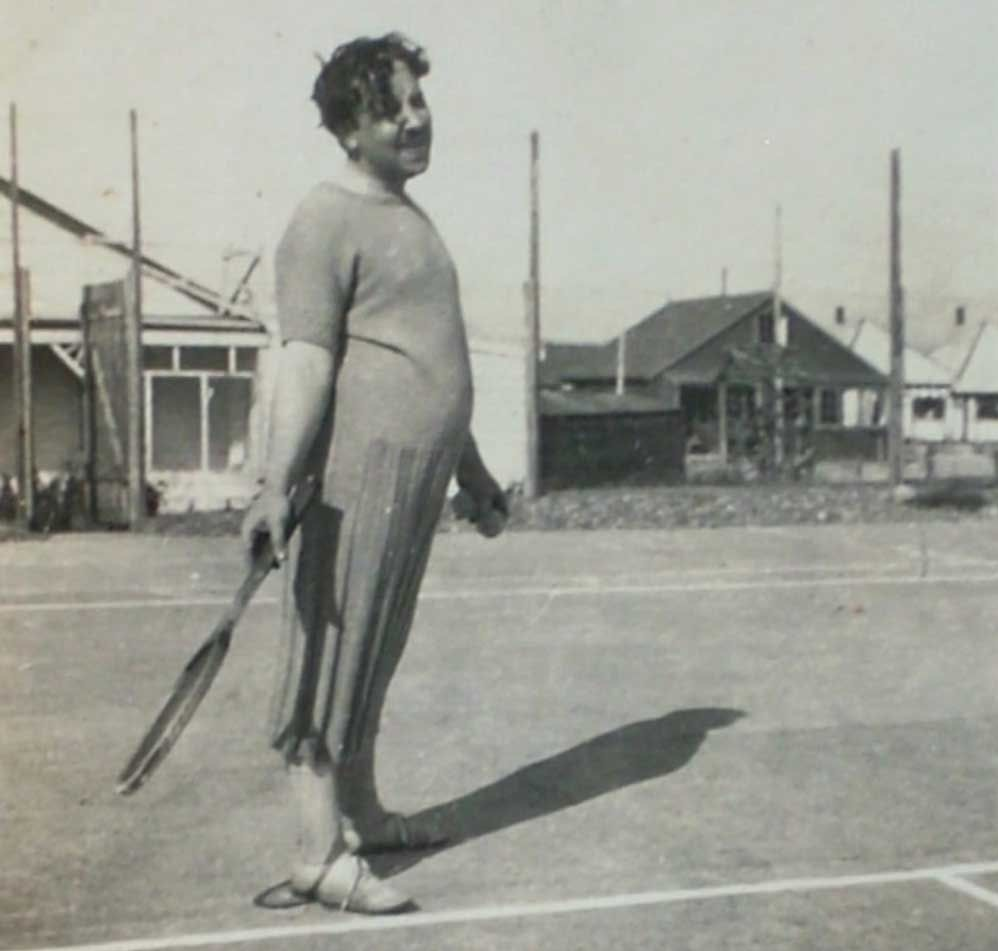
テニスを楽しむ若き日のヒッチコック（1920年代）。

ヒッチコックは生来、内気であまり人と付き合いたがらない人物だった。アメリカ時代もパーティーに出席したりするなどの社交的なことには興味がなく、パーティーではしばしばテーブルで眠り込んでしまうことがあったという。ヒッチコックは若い頃から、さまざまな恐るべきことが突如として自分の身にふりかかることを恐れ、常に最悪の事態を予期してそれに備えていた。その一方でヒッチコックはいたずらをするのが大好きで、それは単純なからかい程度のものから、相手に大きな迷惑をかける酷いものまで様々だった。例えば、ロンドンでディナー・パーティーをした時には、青い食べ物を見たことがないという理由で、提供された食べ物のすべてを青色に染めたという。またある時には、友人のジェラルド・デュ・モーリエに派手な仮装をさせて自宅のパーティーに招いたが、モーリエ以外の客は全員黒の蝶ネクタイを付けて正装しており、一人だけ仮装をしてきたモーリエに恥をかかせるといういたずらを仕掛けた。
ヒッチコックはあまり贅沢を好まず、比較的質素な生活を送った。服装も地味で、ダークブルーのスーツと白いワイシャツ、ネクタイを着用した。秩序と習慣を重んじたヒッチコックは、毎日この同じ服を着用しており、衣類ダンスにはまったく同じスーツが6着、同じ靴が6足、同じネクタイが10本、同じワイシャツが15枚、同じ靴下が15足入っていたという。ヒッチコックの唯一で最大の贅沢は食事であり、定期的に食通好みの珍味を調達したり、毎月イギリスからベーコンやドーバー産の舌平目を空輸で取り寄せ、それをロサンゼルスの燻製保蔵処理会社に借りたスペースに山のように貯蔵したりするなど、料理や食材にこだわる美食家として知られた。日本に二度訪れた際にはいずれももっぱら松阪牛のビーフステーキを食べていた。ワイン好きとしても知られ、自宅のワイン貯蔵室にはたくさんの年代物のワインを置いていた。1960年にはフランスのディジョンで行われたブルゴーニュワイン・フェスティバルで利き酒の名手であることを示す綬章を贈られた。また、パウル・クレーやジョルジュ・ルオー、ラウル・デュフィ、モーリス・ユトリロ、モーリス・ド・ヴラマンクなどの画家の作品を収集した。
サスペンス映画を多数手がけたヒッチコックは、子供の時から犯罪や異常で悪質な行動に対して高い関心を示し、休みの日にはロンドンの中央刑事裁判所（オールド・ベイリー）で殺人事件の公判を見学してノートに記録したり、スコットランドヤードの犯罪博物館を何度も訪れたりした。1937年に家族とアメリカへ観光旅行した時も、ロウアー・マンハッタンの警察に立ち寄り、面通しを見学したり、収監手続きや尋問などの専門的な問題に夢中になるなど、観光には相応しからぬことをして妻を当惑させたという。スポトーは「恐怖をあつかう芸術家のなかにも、ヒッチコックほど犯罪について該博な知識をもっている人はほとんどいない」と述べている。また、10代のころから広く小説を読むようになったが、愛読したのはエドガー・アラン・ポー、G・K・チェスタトン、ジョン・バカンなどの推理小説やサスペンス小説だった。
ヒッチコックは子供の時から肥満体型であり、1939年末には体重が約165キロに達し、太り過ぎで背中の痛みに苦しんだ。ヒッチコックの普段の食事はローストチキンにボイルドハム、ポテト、野菜料理、パン、ワイン1瓶、サラダ、デザート、そしてブランデーだったが、1943年には食事療法を試み、朝と昼はブラックコーヒーだけ、夕食は小さなステーキとサラダだけを食べた。その結果、約50キロの減量に成功し、それを記念に残すため『救命艇』のカメオ出演として、減量前と後の写真を劇中に登場する新聞のやせ薬の広告で使用した。このころのヒッチコックは現実に136キロから91キロに減量した矢先であり、ヒッチコックによると、この映画を見た肥満体型の人たちから、このやせ薬の入手方法を教えて欲しいという内容の手紙が殺到したという。しかし、減量を続けるのは難しく、1950年までに体重は元に戻り、それどころか前よりもさらに体重が増えてしまった。それでもヒッチコックの肥満体型は、自作へのカメオ出演や『ヒッチコック劇場』のホスト役を通じて自身のトレードマークとなり、山田宏一は「チャップリンの放浪紳士のスタイルと同じくらい有名になった」とさえ述べている。

## 評価と影響

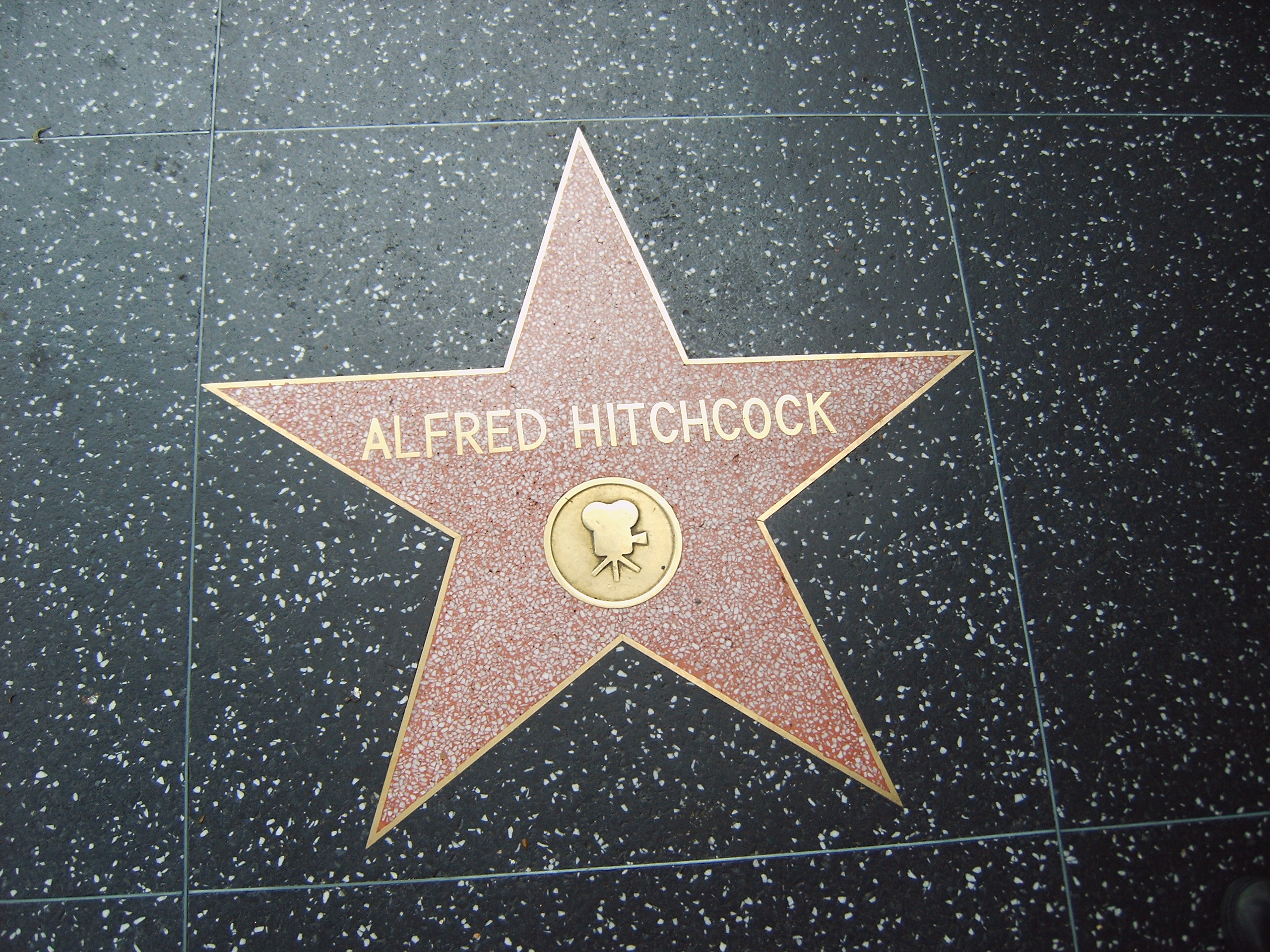
ハリウッド・ウォーク・オブ・フェームにあるヒッチコックの星。

ヒッチコックは、映画史の中で最も偉大な映画監督のひとりと見なされている。アメリカの社会学者カミール・パーリアは、「私はヒッチコックをピカソ、ストラヴィンスキー、ジョイス、プルーストと同等の位置におく」と述べている。伝記作家のジョン・ラッセル・テイラーは、ヒッチコックを「世界で最も広く認識されている人物」と呼び、映画批評家のロジャー・イーバートは「映画の世紀の前半でおそらく最も重要な人物である」と述べている。ヒッチコックは名前で観客を動員できる数少ない監督であり、作品の多くは商業的に高い成功を収め、アメリカ時代の作品だけでも1億5000万ドル以上の興行収入（インフレ調整後）を記録した。
ヒッチコック作品のうち、『裏窓』『めまい』『北北西に進路を取れ』『サイコ』の4本は、アメリカン・フィルム・インスティチュートが選出した「アメリカ映画ベスト100」（1998年）と「アメリカ映画ベスト100（10周年エディション）」（2007年）の両方にランクインされた。1992年に『サイト・アンド・サウンド』が批評家の投票で選出した「トップ10映画監督」のリストでは4位にランクされた。2002年に同誌が発表した史上最高の監督のリストでは、批評家のトップ10の投票で2位、監督のトップ10の投票で5位にランクされた。同年には『MovieMaker』により「史上最も影響力のある映画監督」に選出され、2007年には『デイリー・テレグラフ』による批評家の投票で「イギリスで最も偉大な映画監督」に選ばれた。そのほか、1996年に『エンターテインメント・ウィークリー』が選出した「50人の最高の監督」で1位、2000年に『キネマ旬報』が著名人の投票で選出した「20世紀の映画監督 外国編」で1位、2005年に『エンパイア』が発表した「史上最高の監督トップ40」で2位、2007年に『Total Film』が発表した「100人の偉大な映画監督」で1位にランクされた。

### 批評・研究史
映画デビューしてから長い間、ヒッチコックはイギリスやアメリカの英語圏である程度の商業的成功を収めていたにもかかわらず、大方の映画批評家からは器用なエンターテインメント作品を作る職人的な監督と見なされ、ストーリーテリングやテクニックは評価されても、それ以上の芸術性を持つ映画作家としては正当に評価されてこなかった。とくに1930年代にかけてのイギリスでは、知識人たちが映画を芸術ではなく下層階級向けの娯楽と見なして軽蔑し、映画批評家たちもドイツやソ連の芸術映画を賞賛する一方で、ハリウッドなどの娯楽映画を軽視する傾向があったため、その状況下で娯楽映画を作り続けたヒッチコックはジョン・グリアソンなどの見識ある映画人や批評家から「独創性を欠いている」「うぬぼれている」などと批判された。例えば、1936年にアーサー・ヴェッセロは、ヒッチコックのことを「すぐれた職人」と呼び、視覚的なテクニックを評価しながらも、「ヒッチコックの映画を全体として見た場合、知的な内容が乏しいためにまとまりがないと感じざるをえず、それゆえ失望がつきまとう」と述べた。アメリカ時代に移ってからの約10年間も真剣な批評や研究の対象になることは少なく、英語圏の映画批評はアメリカ時代よりもイギリス時代の作品を好む風潮が支配的となり、1944年にジェームズ・エイジーはヒッチコックの「凋落」が批評家の間で囁かれているとさえ述べた。

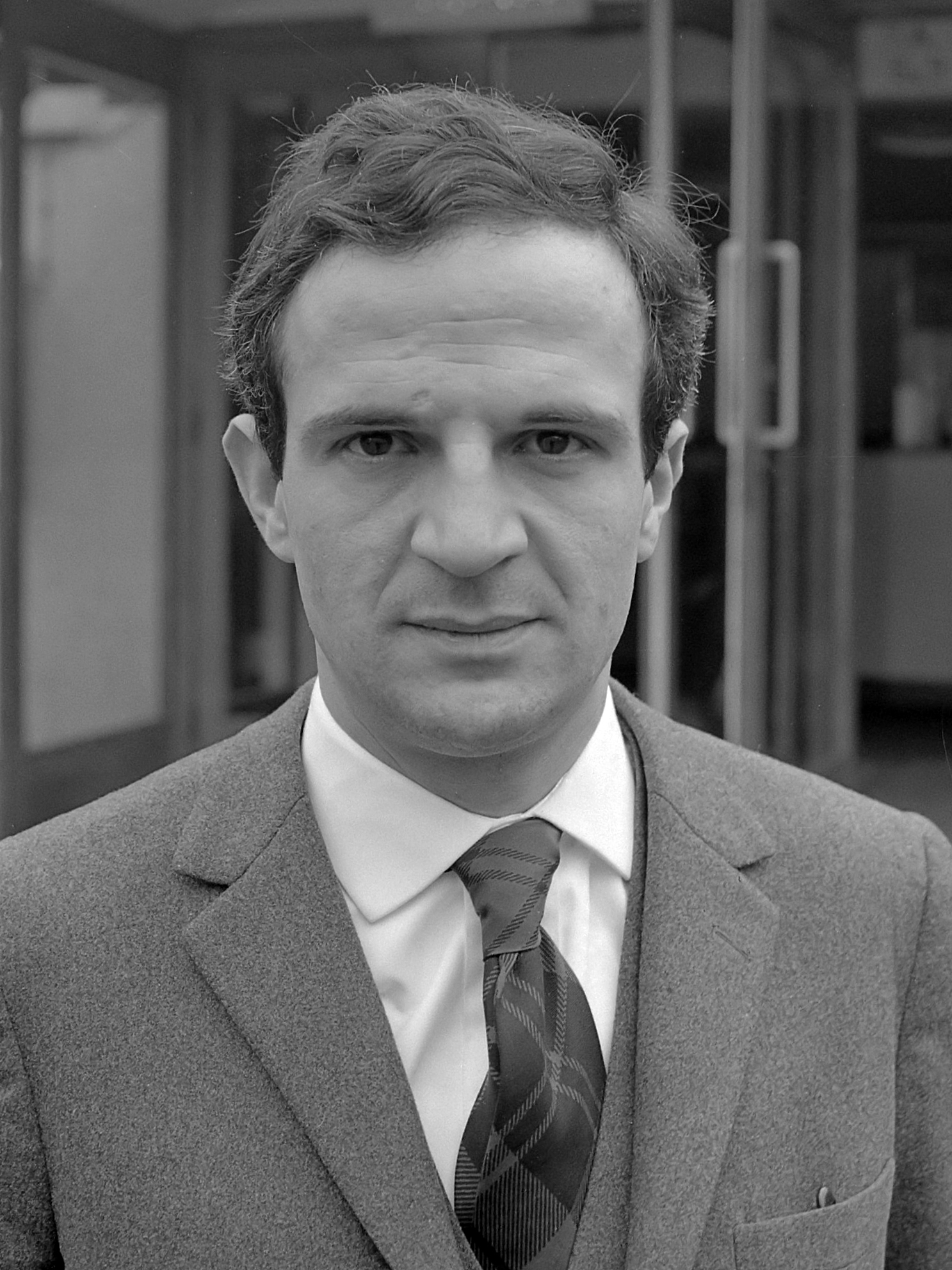
作家主義批評を展開したフランソワ・トリュフォーは、ヒッチコックを映画作家として称賛した。

そんなヒッチコックの評価が大きく変化したのは、1951年に創刊されたフランスの映画誌『カイエ・デュ・シネマ』（以下、カイエ誌と表記）の若手映画批評家であるエリック・ロメール、クロード・シャブロル、フランソワ・トリュフォー、ジャン＝リュック・ゴダールなどが、ヒッチコックを擁護または顕揚する批評を書き始めてからのことである。彼らは作家主義と呼ばれる批評方針を打ち出し、ヒッチコックを独自の演出スタイルや一貫した主題を持つ「映画作家（auteur）」として、同じく娯楽映画の職人監督と見なされていたハワード・ホークスとともに高く評価し、「ヒッチコック＝ホークス主義」を自称して盛んにヒッチコック論を掲載した。これをきっかけにフランスでは、カイエ誌の批評家を中心とするヒッチコック支持者とその批判者との間で、芸術家としてのヒッチコックの評価をめぐる大きな論争が起きた。
1954年にカイエ誌はヒッチコック特集号を組み、トリュフォーやシャブロル、アンドレ・バザンによるヒッチコックへの取材記事などを掲載した。1957年にはロメールとシャブロルが共著で世界初のヒッチコック研究書『ヒッチコック』を刊行し、これまでカイエ誌の批評家によって盛んに論じられていた、秘密と告白や堕罪と救済などのカトリック的なヒッチコック作品の主題を真っ向から分析した。ロメールとシャブロルはこの本の掉尾で、ヒッチコックを「全映画史の中で最も偉大な、形式の発明者の一人である。おそらくムルナウとエイゼンシュテインだけが、この点に関して彼との比較に耐える。（中略）ここでは、形式は内容を飾るのではない。形式が内容を創造するのだ。ヒッチコックのすべてがこの定式に集約される」と評した。この本はヒッチコックが批評や研究の対象として本格的に取り上げられる大きなきっかけとなった。
カイエ誌の批評家がヒッチコックを称揚して以来、映画批評家の間ではヒッチコックの仕事を評価しようとする動きが広まった。1960年代から英語圏でも、作家主義の影響を受けた映画批評家を中心に、映画作家としてのヒッチコックをめぐる批評が進展した。イギリスでは、1965年にロビン・ウッドが同国で初のヒッチコック研究書『Hitchcock’s Films』を刊行した。ウッドはヒッチコックをめぐる批評的議論が英語圏で普及するのに重要な貢献を果たしたが、ゲイ・レズビアン映画批評の先駆者でもあるウッドは、その観点からのヒッチコック作品の分析でも先鞭をつけた。アメリカでは、1962年にニューヨーク近代美術館（MoMA）で行われたヒッチコックの回顧上映に合わせて刊行されたモノグラフの著者であるピーター・ボグダノヴィッチや、長年にわたりヒッチコックを支持したアンドリュー・サリスなどが、いち早くヒッチコックの作家性を高く評価した批評家として知られる。
こうしたヒッチコックの批評や研究の世界的な進展を後押ししたのが、1966年に英仏2か国語で同時刊行されたトリュフォーによるヒッチコックへのインタビュー集成『Le Cinéma selon Alfred Hitchcock』（英語版は『Hitchcock/Truffaut』、邦訳は『映画術 ヒッチコック/トリュフォー』のタイトルで1981年初版刊行）である。この本はヒッチコックの63歳の誕生日にあたる1962年8月13日から8日間にわたり、ユニバーサル・ピクチャーズのスタジオで計50時間かけて行われたインタビューを書籍化したもので、当時までに作られたヒッチコックの作品の演出や技法などを1本ずつ詳細に検証している。この本はヒッチコック研究におけるバイブルとなり、映画作家としてのヒッチコックの評価の確立に最大の貢献を果たしただけでなく、今日まで「映画の教科書」と見なされる名著として知られている。
以後、ヒッチコックをめぐる学問的議論や研究は活発になり、社会・政治批評、構造主義、精神分析学、フェミニズム、映画史研究など、さまざまな立場から多様かつ緻密な研究が行われるようになった。フェミニスト映画理論の立場では、1975年にローラ・マルヴィがその先駆的論文『視覚的快楽と物語映画』でヒッチコック作品を議論の中心に取り上げ、それ以来ヒッチコック作品は理論の定式とその映画批評の実践において常に中心的な対象であり続けた。精神分析学の立場では、1988年に哲学者のスラヴォイ・ジジェクがジャック・ラカンの精神分析学を基盤にヒッチコック作品を分析した研究書を刊行した。ヒッチコックの死後数十年が経過してからも、その作品は現代の学者や批評家の間で大きな関心を呼び、伝記作家のジーン・アデアは「今日でもヒッチコックは、おそらく映画史の中で最も研究された監督である」と述べている。ヒッチコック作品をさまざまな視点から分析するエッセイや本は市場にたくさん出回っており、マクギリガンも「ヒッチコックは他のどの映画監督よりも多くの本が書かれている」と述べている。

### レガシー

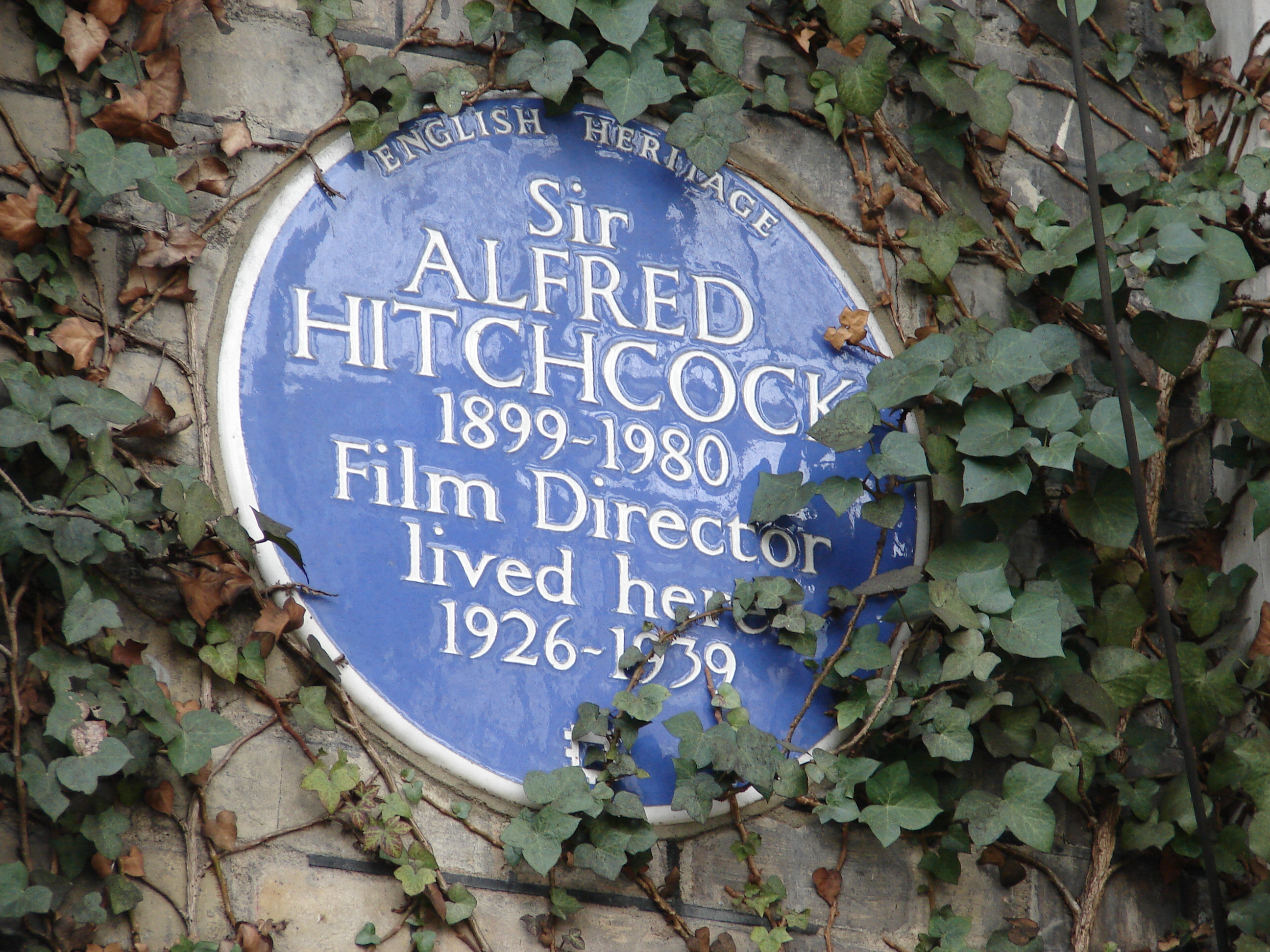
ヒッチコックが住んでいたロンドンのクロムウェル・ロード153番地に設置されたブルー・プラーク。

ヒッチコックは「サスペンスの巨匠」、日本では「スリラーの神様」などと呼ばれ、それまで低級なジャンルと見なされていたサスペンス映画やスリラー映画のイメージを変え、芸術的な1つのジャンルとして認めさせた。映画評論家の山田宏一は、「ヒッチコックはサスペンスとかスリラーとか呼ばれるジャンルの基本となる映画的プロットや映画的手法をほとんど案出し、完成させた」と述べている。とくに『サイコ』はスラッシャー映画のジャンルを創出し、『鳥』はディザスター映画のジャンルにおける1つのパターンを作った。アデアは「アルフレッド・ヒッチコックは、20世紀のほとんどの間で世界映画の巨人だった。彼の遺産は21世紀にも重要な痕跡を残し続けている」と述べている。
ヒッチコックの作品は世界の多くの映画人に影響を与え、映画評論家の須賀隆は「作り手が意識しなくてもヒッチコックの影響の痕跡が認められる」と述べている。ヒッチコックのサスペンス映画の演出スタイルやプロットを模倣した作品も多く作られ、このジャンルで注目作が出ると「ヒッチコック的」「ヒッチコック風」という表現で紹介されることもある。こうしたヒッチコックかぶれともいえるような作品や監督は「ヒッチコッキアン」と呼ばれる。ヒッチコック作品を真似した主な作品には『シャレード』（1963年、スタンリー・ドーネン監督）、『暗くなるまで待って』（1967年、テレンス・ヤング監督）、『ハンキー・パンキー』（1982年、シドニー・ポワチエ監督）などが挙げられる。また、1977年にメル・ブルックスは、ヒッチコックの題材や設定などを片っ端からパロディ化したコメディ映画『メル・ブルックス/新サイコ』を製作した。
カイエ誌の批評家からヌーヴェルヴァーグの監督となったトリュフォーやシャブロルの作品にも、ヒッチコックの影響が見られる。トリュフォーは『黒衣の花嫁』（1968年）や『暗くなるまでこの恋を』（1969年）などでヒッチコックを意識したサスペンス映画を手がけ、シャブロルは『二重の鍵』（1959年）、『女鹿』（1968年）、『肉屋』（1969年）などのサスペンス映画でヒッチコック的な主題と演出を繰り返した。1970年代以後のハリウッドの映画監督たちも、ヒッチコックを主なインスピレーションの源の1つとして引用または言及している。ブライアン・デ・パルマはキャリア初期の作品『悪魔のシスター』（1972年）、『愛のメモリー』（1976年）、『殺しのドレス』（1980年）などでヒッチコックの影響を受けており、ヒッチコックを「映画文法のパイオニア」と呼んだ。スティーヴン・スピルバーグは『ジョーズ』（1975年）などでヒッチコック作品の手法を引用した。ほかにもマーティン・スコセッシ、ジョン・カーペンター、ポール・バーホーベン、デヴィッド・フィンチャーなどがヒッチコックの影響を受けている。
1985年、ヒッチコックはイギリス初の映画人の郵便切手の肖像に選ばれた。1998年8月3日にはアメリカ合衆国郵便公社が限定版の郵便切手シリーズ「Legends of Hollywood」の1つとして、ヒッチコックの肖像を印刷した32セント切手を発行した。1999年にはヒッチコックの生誕100周年を記念して、ニューヨーク近代美術館で展覧会と現存するすべての映画の上映が行われた。 2012年、ヒッチコックはアーティストのピーター・ブレイクがデザインした『サージェント・ペパーズ・ロンリー・ハーツ・クラブ・バンド』の新しいバージョンのジャケットに、他のイギリスの文化的アイコンとともに登場した。ロンドンにはヒッチコックを記念する3つのブルー・プラークが設置されており、マダム・タッソー館の3つの分館にはヒッチコックの蝋人形が展示されている。
ヒッチコックのすべての作品は世界中で著作権保護されており（アメリカ時代の一部作品はパブリックドメインである）、アメリカ時代の作品を中心に正規版のホームビデオは広く販売されている。しかし、イギリス時代の作品は著作権保護されているにもかかわらず、パブリックドメインであるという誤解が広まり、日本を含む多くの国で海賊版のホームビデオが出回っている。ヒッチコックの作品は今日までテレビでも頻繁に放送されており、アメリカのAMCやターナー・クラシック・ムービーズなどのチャンネルのプログラムの基礎となっている。2012年には英国映画協会が現存する9本のヒッチコックのサイレント映画をデジタル修復し、翌2013年に「The Hitchcock 9」と題してブルックリン音楽アカデミーで初上映され、2017年には日本でも上映された。

## フィルモグラフィー
ヒッチコックが監督した長編映画は53本存在し、そのうちイギリス時代の作品は23本で、残る30本はアメリカ時代の作品である。それ以外にもヒッチコックは、未完の作品や共同監督作品、数本の短編映画を監督した。監督以外にも、キャリア初期を中心に字幕デザイナー、美術監督、助監督、プロデューサーなどを務めた作品がある。また、『ヒッチコック劇場』などのテレビシリーズでは約20本のエピソードを演出した。アメリカ国立フィルム登録簿には、『レベッカ』（1940年）、『疑惑の影』（1943年）、『汚名』（1946年）、『見知らぬ乗客』（1951年）、『裏窓』（1954年）、『めまい』（1958年）、『北北西に進路を取れ』（1959年）、『サイコ』（1960年）、『鳥』（1963年）の9本の監督作品が登録されている。
監督した長編映画
- 快楽の園（1925年）
- 山鷲（1926年）
- 下宿人（1927年）
- ダウンヒル（1927年）
- ふしだらな女（1927年）
- リング（1927年）
- 農夫の妻（1928年）
- シャンパーニュ（1928年）
- マンクスマン（1929年）
- 恐喝（1929年）
- ジュノーと孔雀（1930年）
- 殺人!（1930年）
- スキン・ゲーム（1931年）
- リッチ・アンド・ストレンジ（1931年）
- 第十七番（1932年）
- ウィンナー・ワルツ（1934年）
- 暗殺者の家（1934年）
- 三十九夜（1935年）
- 間諜最後の日（1936年）
- サボタージュ（1936年）
- 第3逃亡者（1937年）
- バルカン超特急（1938年）
- 巌窟の野獣（1939年）
- レベッカ（1940年）
- 海外特派員（1940年）
- スミス夫妻（1941年）
- 断崖（1941年）
- 逃走迷路（1942年）
- 疑惑の影（1943年）
- 救命艇（1944年）
- 白い恐怖（1945年）
- 汚名（1946年）
- パラダイン夫人の恋（1947年）
- ロープ（1948年）
- 山羊座のもとに（1949年）
- 舞台恐怖症（1950年）
- 見知らぬ乗客（1951年）
- 私は告白する（1953年）
- ダイヤルMを廻せ!（1954年）
- 裏窓（1954年）
- 泥棒成金（1955年）
- ハリーの災難（1955年）
- 知りすぎていた男（1956年）
- 間違えられた男（1956年）
- めまい（1958年）
- 北北西に進路を取れ（1959年）
- サイコ（1960年）
- 鳥（1963年）
- マーニー（1964年）
- 引き裂かれたカーテン（1966年）
- トパーズ（1969年）
- フレンジー（1972年）
- ファミリー・プロット（1976年）

## 受賞

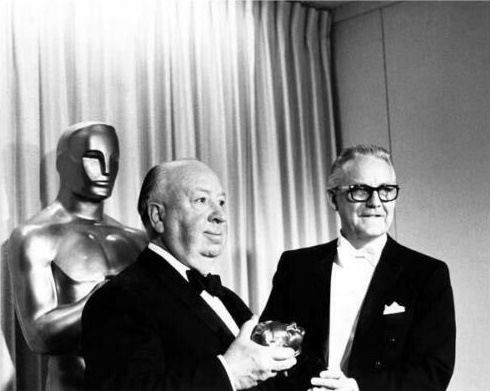
アービング・G・タルバーグ賞を受賞した時のヒッチコック（1968年）。右はプレゼンターのロバート・ワイズ。

ヒッチコックはアカデミー賞の監督賞に5回ノミネートされた（『レベッカ』『救命艇』『白い恐怖』『裏窓』『サイコ』）が、1度も受賞することはなかった。ヒッチコックはそのことについて「わたしはいつも花嫁の付添い役で、けっして花嫁にはなれない」と述べている。『レベッカ』では作品賞を受賞したが、受賞者は監督のヒッチコックではなくプロデューサーのデヴィッド・O・セルズニックだったため、ヒッチコックがオスカー像を手にしたわけではなかった。1968年には映画芸術科学アカデミーから「プロデューサー個人が長期にわたり上質の作品を製作してきたこと」を称える特別賞のアービング・G・タルバーグ賞を授与された。
1960年2月8日、ヒッチコックは映画産業とテレビ放送産業への貢献により、ハリウッド・ウォーク・オブ・フェームで2つの星を獲得した。1964年3月7日にはアメリカの映画製作者協会から「アメリカ映画史への貢献」に対してマイルストーン賞を授与され、1966年8月8日にはイギリスの映画テレビ技術者協会の名誉会員に推挙された。1968年には全米監督協会から生涯功労賞にあたるD・W・グリフィス賞を受賞した。1971年には英国映画テレビ芸術アカデミーからフェローシップ賞を贈られ、翌1972年にはハリウッド外国人映画記者協会からゴールデングローブ賞の生涯功労賞にあたるセシル・B・デミル賞を授与された。また、1974年にリンカーン・センター映画協会のチャップリン賞を受賞し、1979年にはアメリカン・フィルム・インスティチュートの生涯功労賞を受賞した。
ヒッチコックは映画賞以外にもさまざまな栄誉と称号を受けた。1963年にはサンタクララ大学から名誉博士号を受けた。1968年6月9日にはカリフォルニア大学サンタクルーズ校からも「映画界におけるすばらしい業績」に対して名誉博士号を贈られた。1969年9月5日にはフランスの芸術文化勲章を贈られ、その2年後の1971年1月14日にはレジオンドヌール勲章の5等級にあたるシュヴァリエをパリの式典で受章した。1972年6月6日にはコロンビア大学から人文科学の名誉博士号を授与された。1979年12月には大英帝国勲章の2等級にあたるナイト・コマンダー（KBE）の称号を授けられた。
| 賞                                   | 対象年 | 部門                           | 作品                                       | 結果       | 出典    |
| ------------------------------------ | ------ | ------------------------------ | ------------------------------------------ | ---------- | ------- |
| ニューヨーク映画批評家協会賞         | 1938年 | 監督賞                         | 『バルカン超特急』                         | 受賞       | [ 105 ] |
| アカデミー賞                         | 1940年 | 作品賞                         | 『レベッカ』                               | 受賞       | [ 119 ] |
| アカデミー賞                         | 1940年 | 作品賞                         | 『海外特派員』                             | ノミネート | [ 119 ] |
| アカデミー賞                         | 1940年 | 監督賞                         | 『レベッカ』                               | ノミネート | [ 119 ] |
| アカデミー賞                         | 1941年 | 作品賞                         | 『断崖』                                   | ノミネート | [ 133 ] |
| アカデミー賞                         | 1944年 | 監督賞                         | 『救命艇』                                 | ノミネート | [ 147 ] |
| アカデミー賞                         | 1945年 | 作品賞                         | 『白い恐怖』                               | ノミネート | [ 154 ] |
| アカデミー賞                         | 1945年 | 監督賞                         | 『白い恐怖』                               | ノミネート | [ 154 ] |
| アカデミー賞                         | 1954年 | 監督賞                         | 『裏窓』                                   | ノミネート | [ 195 ] |
| アカデミー賞                         | 1960年 | 監督賞                         | 『サイコ』                                 | ノミネート | [ 240 ] |
| 全米監督協会賞                       | 1951年 | 長編映画監督賞                 | 『見知らぬ乗客』                           | ノミネート | [ 427 ] |
| 全米監督協会賞                       | 1954年 | 長編映画監督賞                 | 『裏窓』                                   | ノミネート | [ 428 ] |
| 全米監督協会賞                       | 1956年 | 長編映画監督賞                 | 『ハリーの災難』                           | ノミネート | [ 429 ] |
| 全米監督協会賞                       | 1958年 | 長編映画監督賞                 | 『めまい』                                 | ノミネート | [ 430 ] |
| 全米監督協会賞                       | 1959年 | 長編映画監督賞                 | 『北北西に進路を取れ』                     | ノミネート | [ 431 ] |
| 全米監督協会賞                       | 1960年 | 長編映画監督賞                 | 『サイコ』                                 | ノミネート | [ 432 ] |
| 英国アカデミー賞                     | 1955年 | 総合作品賞                     | 『裏窓』                                   | ノミネート | [ 433 ] |
| 英国アカデミー賞                     | 1956年 | 総合作品賞                     | 『ハリーの災難』                           | ノミネート | [ 434 ] |
| プライムタイム・エミー賞             | 1956年 | 監督賞（ドラマ・シリーズ部門） | 「ペラム氏の事件」（『ヒッチコック劇場』） | ノミネート | [ 435 ] |
| プライムタイム・エミー賞             | 1956年 | 司会者・ホスト賞               | -                                          | ノミネート | [ 435 ] |
| プライムタイム・エミー賞             | 1957年 | 男性司会者賞                   | -                                          | ノミネート | [ 435 ] |
| プライムタイム・エミー賞             | 1959年 | 監督賞（ドラマ・シリーズ部門） | 「凶器」（『ヒッチコック劇場』）           | ノミネート | [ 435 ] |
| ゴールデングローブ賞                 | 1957年 | テレビ功労賞                   | -                                          | 受賞       | [ 436 ] |
| ゴールデングローブ賞                 | 1972年 | 作品賞（ドラマ部門）           | 『フレンジー』                             | ノミネート | [ 437 ] |
| ゴールデングローブ賞                 | 1972年 | 監督賞                         | 『フレンジー』                             | ノミネート | [ 437 ] |
| サン・セバスティアン国際映画祭       | 1958年 | シルバー・シェル賞             | 『めまい』                                 | 受賞       | [ 438 ] |
| サン・セバスティアン国際映画祭       | 1959年 | シルバー・シェル賞             | 『北北西に進路を取れ』                     | 受賞       | [ 439 ] |
| ベンガル映画ジャーナリスト協会賞     | 1964年 | 外国監督賞                     | 『鳥』                                     | 受賞       | [ 440 ] |
| ナショナル・ボード・オブ・レビュー賞 | 1969年 | 監督賞                         | 『トパーズ』                               | 受賞       | [ 441 ] |

## ヒッチコックを描いた映画作品
- ヒッチコック Hitchcock（2012年、演：アンソニー・ホプキンス） - 『サイコ』の製作舞台裏と妻アルマとの関係を描く伝記映画[442]。
- ザ・ガール ヒッチコックに囚われた女 The Girl（2012年、演：トビー・ジョーンズ） - ヒッチコックによるヘドレンに対するセクハラを描いた伝記映画[443]。
- グレース・オブ・モナコ 公妃の切り札 Grace of Monaco（2014年、演：ロジャー・アシュトン＝グリフィス（英語版）） - グレース・ケリーの伝記映画で、ヒッチコックが『マーニー』の主演をケリーにオファーすることが描かれている[444]。

## ドキュメンタリー作品
- アルフレッド・ヒッチコック、自作を語る The Men Who Made the Movies: Alfred Hitchcock（1973年） - ヒッチコックのインタビューを収録[445]。
- ドキュメント アルフレッド・ヒッチコック〜天才監督の横顔 Hitchcock: Shadow of a Genius（1999年）[446]
- ヒッチコック/トリュフォー Hitchcock/Truffaut（2015年） - 『映画術 ヒッチコック/トリュフォー』を題材にした作品[3]。
- I AM アルフレッド・ヒッチコック I Am Alfred Hitchcock（2021年）[447]
- ヒッチコックの映画術 My Name Is Alfred Hitchcock（2022年） - あたかもヒッチコックが語りかけるように、自身の作品の映画術を解き明かしていく[448]。